# Temporada 2022 del fútbol boliviano
La Temporada 2022 del fútbol boliviano comprende todas las actividades supeditadas por la Federación Boliviana de Fútbol en lo que refiere a las competiciones en las categorías profesional y aficionado, tanto de carácter nacional e internacional, disputadas por clubes bolivianos, y también por las selecciones nacionales de este país, en sus diversas categorías llevadas a cabo durante todo el año 2022, desde el 1 de enero hasta el 31 de diciembre.

## Campeonatos de Equipos

### Masculino

#### Torneos Nacionales
| Nivel  | Torneo                                           | Campeonato                                     | Campeón                                     |
| ------ | ------------------------------------------------ | ---------------------------------------------- | ------------------------------------------- |
| 1      | División Profesional del Fútbol Boliviano        | Edición 2022: Torneo Apertura                  | Bolívar                                     |
| 1      | División Profesional del Fútbol Boliviano        | Edición 2022: Torneo Clausura                  | Torneo declarado desierto. No hubo campeón. |
| 1      | Supercopa de Bolivia                             | Edición 2022                                   | Torneo cancelado.                           |
| 1-3    | Copa Bolivia                                     | Copa Bolivia 2022                              | Torneo cancelado                            |
| 2      | Nacional "B" - Copa Simón Bolívar                | Copa Simón Bolívar 2022                        | Vaca Diez                                   |
| Sub-21 | Torneo de Promoción y Reservas de Bolivia Sub-21 | Torneo de Promoción y Reservas de Bolivia 2022 | Torneo declarado desierto. No hubo campeón. |

#### Torneos Departamentales

##### Asociación Beniana de Fútbol (ABF)
| Nivel | Torneo                                           | Campeonato                                 | Campeón              |
| ----- | ------------------------------------------------ | ------------------------------------------ | -------------------- |
| 2 - 3 | Asociación Beniana de Fútbol (ABF) - Primera "A" | ABF Primera "A" - 2021/22: Torneo Clausura | Libertad Gran Mamoré |
| 2 - 3 | Asociación Beniana de Fútbol (ABF) - Primera "A" | ABF Primera "A" - 2022: Torneo Apertura    | Libertad Gran Mamoré |
| 2 - 3 | Liga Provincial del Fútbol Beniano               | Campeonato de Clubes Campeones 2022        | 3 de Febrero         |
| 4     | Asociación Beniana de Fútbol (ABF) - Primera "B" | ABF Primera "B" - 2021/22                  | Gran Moxos           |
| 4     | Asociación Beniana de Fútbol (ABF) - Primera "B" | ABF Primera "B" - 2022                     | En juego             |
| 2-3   | Clasificatorio a la Copa Bolivia 2022            | Copa Bolivia Beni 2022                     | 3 de Febrero         |

##### Asociación Chuquisaqueña de Fútbol (ACHF)
| Nivel | Torneo                                                         | Campeonato                          | Campeón               |
| ----- | -------------------------------------------------------------- | ----------------------------------- | --------------------- |
| 2 - 3 | Asociación Chuquisaqueña de Fútbol (ACHF) - Primera "A"        | ACHF Primera "A" - 2022             | Mojocoya F. C.        |
| 2 - 3 | Liga Provincial del Fútbol Chuquisaqueño                       | Campeonato de Clubes Campeones 2022 | Real Candua           |
| 4     | Asociación Chuquisaqueña de Fútbol (ACHF) - Primera "B"        | ACHF Primera "B" - 2022             | Deportivo Churuquella |
| 5     | Asociación Chuquisaqueña de Fútbol (ACHF) - Primera de Ascenso | ACHF Primera de Ascenso - 2022      | Atlético Aullagas     |
| 6     | Asociación Chuquisaqueña de Fútbol (ACHF) - Segunda de Ascenso | ACHF Segunda de Ascenso - 2022      | C. D. Briscar         |
| 7     | Asociación Chuquisaqueña de Fútbol (ACHF) - Tercera de Ascenso | ACHF Tercera de Ascenso - 2022      | En juego              |

##### Asociación de Fútbol de Cochabamba (AFC)
| Nivel | Torneo                                                        | Campeonato                          | Campeón                    |
| ----- | ------------------------------------------------------------- | ----------------------------------- | -------------------------- |
| 2 - 3 | Asociación de Fútbol de Cochabamba (AFC) - Primera "A"        | AFC Primera "A" - 2022              | San Antonio                |
| 2 - 3 | Liga Provincial del Fútbol Cochabambino                       | Campeonato de Clubes Campeones 2022 | Real Mizque                |
| 4     | Asociación de Fútbol de Cochabamba (AFC) - Primera "B"        | AFC Primera "B" - 2022              | Mi Llajta F.C.             |
| 5     | Asociación de Fútbol de Cochabamba (AFC) - Primera de Ascenso | AFC Primera de Ascenso - 2022       | Leones F.C. Tunari         |
| 6     | Asociación de Fútbol de Cochabamba (AFC) - Segunda de Ascenso | AFC Segunda de Ascenso - 2022       | Atlético Palmaflor "B"     |
| 7     | Asociación de Fútbol de Cochabamba (AFC) - Tercera de Ascenso | AFC Tercera de Ascenso - 2022       | Universitario de Vinto "B" |

##### Asociación de Fútbol La Paz (AFLP)
| Nivel | Torneo                                                     | Campeonato                          | Campeón          |
| ----- | ---------------------------------------------------------- | ----------------------------------- | ---------------- |
| 2 - 3 | Asociación de Fútbol La Paz (AFLP) - Primera "A"           | AFLP Primera "A" - 2022             | Deportivo FATIC  |
| 2 - 3 | Liga Provincial Paceña de Fútbol                           | Campeonato de Clubes Campeones 2022 | GAM Sica Sica    |
| 4     | Asociación de Fútbol La Paz (AFLP) - Primera "B"           | AFLP Primera "B" - 2022             | Ayuda País       |
| 5     | Asociación de Fútbol de La Paz (AFLP) - Primera de Ascenso | AFLP Primera de Ascenso - 2022      | Ingenio          |
| 6     | Asociación de Fútbol de La Paz (AFLP) - Segunda de Ascenso | AFLP Segunda de Ascenso - 2022      | Always Ready "B" |

##### Asociación de Fútbol de Oruro (AFO)
| Nivel | Torneo                                                   | Campeonato                          | Campeón              |
| ----- | -------------------------------------------------------- | ----------------------------------- | -------------------- |
| 2 - 3 | Asociación de Fútbol de Oruro (AFO) - Primera "A"        | AFO Primera "A" - 2022              | Deportivo Shalon     |
| 2 - 3 | Liga Provincial de Fútbol de Oruro                       | Campeonato de Clubes Campeones 2022 | Municipal Challapata |
| 4     | Asociación de Fútbol de Oruro (AFO) - Primera "B"        | AFO Primera "B" - 2022              | Aurora               |
| 5     | Asociación de Fútbol de Oruro (AFO) - Primera de Ascenso | AFO Primera de Ascenso - 2022       | Sportivo Euqueño     |
| 6     | Asociación de Fútbol de Oruro (AFO) - Segunda de Ascenso | AFO Segunda de Ascenso - 2022       | En juego             |
| 7     | Asociación de Fútbol de Oruro (AFO) - Tercera de Ascenso | AFO Tercera de Ascenso - 2022       | Saavedra F.C.        |

##### Asociación Pandina de Fútbol (APF)
| Nivel | Torneo                                           | Campeonato                              | Campeón        |
| ----- | ------------------------------------------------ | --------------------------------------- | -------------- |
| 2 - 3 | Asociación Pandina de Fútbol (APF) - Primera "A  | APF Primera "A" - 2022: Torneo Apertura | Mariscal Sucre |
| 2 - 3 | Asociación Pandina de Fútbol (APF) - Primera "A  | APF Primera "A" - 2022: Torneo Clausura | Por disputarse |
| 4     | Asociación Pandina de Fútbol (APF) - Primera "B" | APF Primera "B" - 2022                  | En juego       |

##### Asociación de Fútbol Potosí (AFP)
| Nivel | Torneo                                                 | Campeonato                                 | Campeón                  |
| ----- | ------------------------------------------------------ | ------------------------------------------ | ------------------------ |
| 2 - 3 | Asociación de Fútbol Potosí (AFP) - Primera "A"        | AFP Primera "A" - 2021/22: Torneo Clausura | Wilstermann Cooperativas |
| 2 - 3 | Asociación de Fútbol Potosí (AFP) - Primera "A"        | AFP Primera "A" - 2022: Torneo Apertura    | Por disputarse           |
| 2 - 3 | Liga Provincial Potosina de Fútbol                     | Campeonato de Clubes Campeones 2022        | 23 de Marzo              |
| 4     | Asociación de Fútbol Potosí (AFP) - Primera "B"        | AFP Primera "B" - 2022                     | Sporting Potosí          |
| 5     | Asociación de Fútbol Potosí (AFP) - Primera de Ascenso | AFP Primera de Ascenso - 2022              | Nacional Potosí "B"      |

##### Asociación Cruceña de Fútbol (ACF)
| Nivel | Torneo                                                  | Campeonato                                          | Campeón                                     |
| ----- | ------------------------------------------------------- | --------------------------------------------------- | ------------------------------------------- |
| 2 - 3 | Asociación Cruceña de Fútbol (ACF) - Primera "A"        | ACF Primera "A" - 2022: Torneo Apertura             | Torre Fuerte                                |
| 2 - 3 | Asociación Cruceña de Fútbol (ACF) - Primera "A"        | ACF Primera "A" - 2022: Torneo Clausura             | Torneo declarado desierto. No hubo campeón. |
| 2 - 3 | Liga Provincial Cruceña de Fútbol                       | Campeonato Interprovincial de Clubes Campeones 2022 | Atlético Warnes                             |
| 4     | Asociación Cruceña de Fútbol (ACF) - Primera "B"        | ACF Primera "B" - 2022                              | Torneo declarado desierto. No hubo campeón. |
| 5     | Asociación Cruceña de Fútbol (ACF) - Primera de Ascenso | ACF Primera de Ascenso - 2021/22                    | Nueva Santa Cruz                            |
| 5     | Asociación Cruceña de Fútbol (ACF) - Primera de Ascenso | ACF Primera de Ascenso - 2022                       | Torneo declarado desierto. No hubo campeón. |
| 6     | Asociación Cruceña de Fútbol (ACF) - Segunda de Ascenso | ACF Segunda de Ascenso - 2021/22                    | Deportivo Integrales                        |
| 6     | Asociación Cruceña de Fútbol (ACF) - Segunda de Ascenso | ACF Segunda de Ascenso - 2022                       | Torneo declarado desierto. No hubo campeón. |
| 7     | Asociación Cruceña de Fútbol (ACF) - Tercera de Ascenso | ACF Tercera de Ascenso - 2022                       | Torneo declarado desierto. No hubo campeón. |

##### Asociación Tarijeña de Fútbol (ATF)
| Nivel | Torneo                                                   | Campeonato                          | Campeón               |
| ----- | -------------------------------------------------------- | ----------------------------------- | --------------------- |
| 2 - 3 | Asociación Tarijeña de Fútbol (ATF) - Primera "A"        | ATF Primera "A"                     | Atlético Bermejo      |
| 2 - 3 | Liga Provincial Tarijeña de Fútbol                       | Campeonato de Clubes Campeones 2022 | Comercio Bermejo F.C. |
| 4     | Asociación Tarijeña de Fútbol (ATF) - Primera "B"        | ATF Primera "B" - 2022              | Gobierno Municipal    |
| 5     | Asociación Tarijeña de Fútbol (ATF) - Primera de Ascenso | ATF Primera de Ascenso - 2022       | Luis Espinal          |
| 6     | Asociación Tarijeña de Fútbol (ATF) - Segunda de Ascenso | ATF Segunda de Ascenso - 2022       | Real Tomayapo "B"     |
| 7     | Asociación Tarijeña de Fútbol (ATF) - Tercera de Ascenso | ATF Tercera de Ascenso - 2022       | Tarija F.C.           |

### Femenino
| Nivel | Torneo                                          | Campeonato                       | Campeón        |
| ----- | ----------------------------------------------- | -------------------------------- | -------------- |
| 1     | Campeonato Boliviano de Fútbol Femenino         | Copa Simón Bolívar Femenina 2022 | En juego       |
| 1 - 2 | Copa Femenina "Integración"                     | Copa Integración 2022            | Por disputarse |
| 2     | Campeonato Provincial Clubes Campeones Femenino | Edición 2022                     | Por disputarse |

## Campeonatos de Selección

### Masculino

#### Torneos oficiales
| Nivel | Torneo                                                   | Campeonato | Campeón |
| ----- | -------------------------------------------------------- | ---------- | ------- |
| ABS   | Clasificación de Conmebol para la Copa Mundial de Fútbol | Catar 2022 | Brasil  |

### Femenino

#### Torneos oficiales
| Nivel  | Torneo                       | Campeonato   | Campeones |
| ------ | ---------------------------- | ------------ | --------- |
| ABS    | Copa América Femenina        | Edición 2022 | Brasil    |
| Sub-20 | Sudamericano Femenino Sub-20 | Edición 2022 | Brasil    |
| Sub-17 | Sudamericano Femenino Sub-17 | Edición 2022 | Brasil    |

## Campeonatos Nacionales Inter-asociaciones

### Masculino
| Nivel  | Torneo                                         | Campeonato                      | Campeón    |
| ------ | ---------------------------------------------- | ------------------------------- | ---------- |
| Sub-16 | Torneo Nacional de Selecciones Departamentales | Campeonato Nacional Sub-16 2022 | Santa Cruz |
| Sub-19 | Torneo Nacional de Selecciones Departamentales | Campeonato Nacional Sub-19 2022 | Tarija     |

## Participantes Torneos locales Masculinos

### Primera División - División Profesional del Fútbol Boliviano (Copa TIGO)
| Club                                 | Entrenador            | Ciudad                   | Estadio                       | Capacidad     | Marca                | Patrocinador                               |
| ------------------------------------ | --------------------- | ------------------------ | ----------------------------- | ------------- | -------------------- | ------------------------------------------ |
| Always Ready                         | Pablo Godoy           | El Alto                  | Municipal de El Alto          | 25 000        | Bandera de Ecuador   | Bandera de Bolivia                         |
| Atlético Palmaflor                   | Humberto Viviani      | Quillacollo              | Municipal de Quillacollo      | 5 000         | Oxígeno Wear         | Gobierno Municipal de Quillacollo          |
| Aurora                               | Sergio Zeballos       | Cochabamba               | Félix Capriles                | 32 000        | Bandera de Ecuador   | Cerveza Burguesa                           |
| Blooming                             | Rodrigo Venegas       | Santa Cruz de la Sierra  | Ramón Aguilera Costas         | 38 500        | Blooming Oficial     | Cerveza Burguesa                           |
| Bolívar                              | Antônio Carlos Zago   | Nuestra Señora de La Paz | Hernando Siles Simón Bolívar  | 42 000 5 000  | Bandera de Alemania  | Chevrolet                                  |
| Guabirá                              | Víctor Hugo Antelo    | Montero                  | Gilberto Parada               | 18 000        | Olive Sport          | Azúcar Guabirá Celina                      |
| Independiente Petrolero              | Marcelo Robledo       | Sucre                    | Olímpico Patria               | 30 000        | Forte Atletic        | Bandera de Bolivia · Bandera de Luxemburgo |
| Jorge Wilstermann                    | Miguel Ponce          | Cochabamba               | Félix Capriles                | 32 000        | Forte Atletic        | Campero COBOCE                             |
| Nacional Potosí                      | Flavio Robatto        | Potosí                   | Víctor Agustín Ugarte         | 30 000        | Willys Athletic      | Cerveza Potosina                           |
| Oriente Petrolero                    | Erwin Sánchez         | Santa Cruz de la Sierra  | Ramón Aguilera Costas         | 38 500        | Bandera de Ecuador   | Cerabol                                    |
| Real Santa Cruz                      | Daniel Farrar         | Santa Cruz de la Sierra  | Estadio Real Santa Cruz       | 12 000        | Arce Sport           | Tierra y Techo Nueva Santa Cruz            |
| Real Tomayapo                        | Víctor Hugo Andrada   | Tarija                   | IV Centenario                 | 20 000        | LEA Sport            | Fadami-Tomay                               |
| Royal Pari                           | Miguel Ángel Portugal | Santa Cruz de la Sierra  | Ramón Aguilera Costas         | 38 500        | Hidra Ropa Deportiva | Grupo Sion                                 |
| The Strongest                        | Cristian Díaz         | Nuestra Señora de La Paz | Hernando Siles Rafael Mendoza | 42 000 10 000 | Bandera de Ecuador   | Aceros Arequipa                            |
| Universitario de Sucre               | Jhonny Serrudo        | Sucre                    | Olímpico Patria               | 30 000        | Lucey Sport          | Cemento Fancesa                            |
| Universitario de Vinto               | Marcelo Claros        | Vinto                    | Hipólito Lazarte              | 2 000         | Mattador Sport       | Productos Lucana                           |
| Actualizado el 05 de febrero de 2022 |                       |                          |                               |               |                      |                                            |

### Copa Simón Bolívar 2022
| Club                                                  | Entrenador               | Ciudad                  | Estadio                          | Capacidad    | Patrocinador                                 |
| ----------------------------------------------------- | ------------------------ | ----------------------- | -------------------------------- | ------------ | -------------------------------------------- |
| Club Deportivo FATIC                                  | José Enrique Peña        | El Alto                 | Municipal de El Alto             | 25 000       | Terrenos San Francisco                       |
| Club Unión Maestranza de Viacha                       | Fernando Chávez          | Viacha                  | Municipal "Jayu P'uchu"          | 4 000        | Bandera de Bolivia                           |
| Academia del Balompié Boliviano (ABB)                 | Luis Fernando Mollinedo  | La Paz                  | Hernando Siles                   | 41 143       | Maltín                                       |
| Club Deportivo y Cultural Destroyer's                 | Hernán Rodríguez         | Santa Cruz de la Sierra | Ramón Aguilera Costas            | 38.500       | Banco Ganadero                               |
| Club Deportivo Argentinos Juniors                     | Gabriel Ramírez          | Santa Cruz de la Sierra | Edgar Peña                       | 20 000       | Mega Center Cines                            |
| Club Deportivo 24 de Septiembre                       | Ronald Justiniano        | Santa Cruz de la Sierra | Municipal Andrés Ibáñez          | 3 000        | DAJOSHA                                      |
| Libertad Gran Mamoré Fútbol Club (F. C.)              | Christian Reynaldo       | Trinidad                | Gran Mamoré                      | 15 000       | SEDEDE                                       |
| Alianza Beni Fútbol Club (F. C.)                      | Roberto Aguilera Cholima | Trinidad                | Lorgio "Yoyo" Zambrano           | 5 000        |                                              |
| Club Deportivo Universitario del Beni                 | Milton Rodríguez         | Trinidad                | Lorgio "Yoyo" Zambrano           | 5 000        | Universidad Autónoma del Beni José Ballivián |
| Mojocoya Fútbol Club                                  | Javier Vega              | Villa de Mojocoya Sucre | Olímpico Patria                  | 30 000       | Medicor                                      |
| Club Deportivo SUR-CAR                                | Armando Ibáñez           | Oruro                   | Jesús Bermúdez                   | 33 000       | L.M.C S.A.                                   |
| Club Deportivo Shalon                                 | Daniel Gómez             | Oruro                   | Jesús Bermúdez                   | 33 000       | Willy's Athletic                             |
| Club Deportivo Mariscal Sucre                         | Jorge Klisman Vaca       | Cobija                  | Roberto Jordán Cuéllar           | 24 000       | SEFACON                                      |
| Club Deportivo Vaca Díez                              | Carlos Hurtado           | Cobija                  | Roberto Jordán Cuéllar           | 24 000       | Bandera de Bolivia                           |
| Club Atlético Morro Municipal                         | Jacob Carata             | Sucre                   | Olímpico Patria                  | 30 000       | Comercial JJ                                 |
| Club Deportivo Totora (CDT) Real Oruro                | Domingo Sánchez          | Oruro                   | Jesús Bermúdez                   | 33 000       | FOXMIM                                       |
| Libertad Fútbol Club (F. C.)                          | Diego Díaz               | Cobija                  | Roberto Jordán Cuéllar           | 24 000       | Langostine                                   |
| Stormer's Sporting Club                               | Ezequiel Rodríguez       | Sucre                   | Olímpico Patria                  | 30 000       | Cerveza Sureña                               |
| Club Deportivo Cultural 23 de Marzo                   | Bandera de Bolivia       | Llallagua               | Irineo Pimentel                  | 15 000       | YOMAR Sports                                 |
| Club 10 de Noviembre Wilstermann Cooperativas         | Ronald Villafuerte       | Potosí                  | Víctor Agustín Ugarte Potosí AFP | 28 000 7 000 | FEDECOMIN                                    |
| Club Deportivo Cultural Juvenil Valencia (JUVA)       | Luis Carvajal            | Potosí                  | Víctor Agustín Ugarte Potosí AFP | 28 000 7 000 | WS Sport                                     |
| Club Deportivo Teniente Coronel Rodolfo García Agreda | Luis Montellano          | Tarija                  | IV Centenario                    | 20 000       | Lubricantes Ipiranga                         |
| Club Deportivo Atlético Bermejo                       | Milton Maygua            | Bermejo                 | Fabián Tintilay                  | 5 000        | IAB S.A.                                     |
| Club Deportivo Cultural Atlético Warnes               | Fernando Suárez          | Warnes                  | Samuel Vaca                      | 6 000        | Banco Fassil                                 |
| Club Gobierno Autónomo Municipal (GAM) Sica Sica      | Néstor Raúl Orellana     | Sica Sica               | Municipal 4 de Julio             | 2 500        | Gobierno Autónomo Municipal de Sica Sica     |
| Club Deportivo Real Mizque                            | Bandera de Bolivia       | Mizque                  | Municipal de Aiquile             | 7 500        | Residencial Mavi                             |
| Comercio Bermejo Fútbol Club (F. C.)                  | Alberto Enríquez         | Bermejo                 | Fabián Tintilay                  | 5 000        | Buses Quirquincho                            |
| Club Deportivo Municipal Challapata                   | Bandera de Bolivia       | Challapata              | Hugo Palenque Sánchez            | 6 000        | Gobierno Autónomo Municipal de Challapata    |
| Club Deportivo Cervecería                             | Poldar Morales           | Potosí                  | Víctor Agustín Ugarte Potosí     | 28 000 7000  | Potosina Pilsener                            |
| Club Deportivo de Fútbol Real Candúa                  | Daniel Ayala             | Monteagudo              | Saúl Abdenur                     | 5 000        | Gobierno Autónomo Municipal de Monteagudo    |
| Club Deportivo Cultural Nueva Cliza                   | Hugo Albarracín          | Cliza                   | Municipal de Arbieto             | 15 000       | Mattador Sports                              |
| Deportivo 3 de Febrero Fútbol Club                    | Santos Amador            | Riberalta               | Enrique Giese                    | 4 000        | Center Sport                                 |
| Cochabamba Fútbol Club (F. C.)                        | Bernardo Aguirre         | Cochabamba              | Complejo Olympia                 | 2 000        | Comercial MÁFER Plásticos                    |
| Escuela de Fútbol Enrique Happ                        | Bandera de Bolivia       | Entre Ríos              | Municipal de Entre Ríos          | 12 000       | Representaciones Llave                       |
| Actualizado al 24 de noviembre de 2022                |                          |                         |                                  |              |                                              |

### Categorías Primera "A" Departamentales
| Pos. | Equipo                  | Ciudad  |
| ---- | ----------------------- | ------- |
| 1    | Deportivo FATIC         | El Alto |
| 2    | Unión Maestranza        | Viacha  |
| 3    | A.B.B.                  | La Paz  |
| 4    | Deportivo I.C.C         | La Paz  |
| 5    | Universitario de La Paz | La Paz  |
| 6    | Virgen de Chijipata     | Laja    |
| 7    | E.M.I.                  | La Paz  |
|      | 31 de Octubre           | La Paz  |
|      | Chaco Petrolero         | El Alto |
|      | Deportivo Litoral       | La Paz  |
|      | Hiska Nacional          | El Alto |
|      | LDV Copacabana          | La Paz  |
|      | Real Palcoma            | La Paz  |
|      | White Star              | La Paz  |
| 1.   |                         |         |

| Pos.        | Equipo                 | Ciudad  |
| ----------- | ---------------------- | ------- |
| 1           | Deportivo Shalon       | Oruro   |
| 2           | Empresa Minera Huanuni | Huanuni |
| 3           | SUR-CAR                | Oruro   |
| 4           | Oruro Royal            | Oruro   |
| 5           | AFIZ                   | Oruro   |
| 6           | Deportivo Escara       | Escara  |
| 7           | CDT Real Oruro         | Oruro   |
| 8           | San Isidro             | Oruro   |
| 9           | Deportivo Kala         | Oruro   |
|             | GV San José            | Oruro   |
|             | Ingenieros             | Oruro   |
| 1. 2. 3. 4. |                        |         |

| Pos.    | Equipo                      | Ciudad      |
| ------- | --------------------------- | ----------- |
| 1       | San Antonio Bulo Bulo       | Entre Ríos  |
| 2       | Nueva Cliza                 | Cliza       |
| 3       | Cochabamba F. C.            | Cochabamba  |
| 4       | Municipal Colcapirhua       | Colcapirhua |
| 5-Gr.A  | Municipal Tiquipaya         | Tiquipaya   |
| 6-Gr.B  | Independiente               | Cochabamba  |
| 7-Gr.A  | Pasión Celeste              | Cochabamba  |
| 8-Gr.B  | Universitario San Simón     | Cochabamba  |
| 9-Gr.B  | Ayacucho                    | Cochabamba  |
| 10-Gr.A | Enrique Happ                | Entre Ríos  |
| 11-Gr.A | Universitario de Cochabamba | Tiquipaya   |
| 12-Gr.B | Arauco Prado                | Cochabamba  |
|         | Estudiantes Quillacollo     | Quillacollo |
|         | Chacacollo                  | Cochabamba  |
|         | Real Cochabamba             | Cochabamba  |
|         | Cala Cala                   | Cochabamba  |

| Pos. | Equipo               | Ciudad            |
| ---- | -------------------- | ----------------- |
| 2    | Fancesa              | Sucre             |
| 3    | Mojocoya F. C.       | Villa de Mojocoya |
| 4    | Nacional Sucre       | Sucre             |
| 5    | Stormer's            | Sucre             |
| 6    | Morro Municipal      | Sucre             |
| 7    | Junín                | Sucre             |
| 8    | Deportivo Alemán     | Sucre             |
| 9    | Flamengo             | Sucre             |
| 10   | Viveros              | Sucre             |
| 11   | Atlético Sucre       | Sucre             |
| 12   | Estudiantes La Plata | Sucre             |
|      | F. C. Tomina         | Tomina            |
|      | CORDECH              | Sucre             |
| 1.   |                      |                   |

| Pos.  | Equipo                  | Ciudad      |
| ----- | ----------------------- | ----------- |
| 1     | Ciclón                  | Tarija      |
| 2     | García Agreda           | Tarija      |
| 3     | Nacional SENAC          | Tarija      |
| 4     | Atlético Bermejo        | Bermejo     |
| 5     | Unión Central Tarija    | Tarija      |
| 6     | Universitario de Tarija | Tarija      |
| 7     | Avilés Industrial F.C.  | Tarija      |
| 8     | Petrolero Méndez F.C.   | San Lorenzo |
| 9     | Real Sociedad-Tolaba    | Tarija      |
| 10    | Real Tarija             | Tarija      |
| 11    | Agro Tarija             | Tarija      |
| 12    | Atlético Entre Ríos     | Entre Ríos  |
| 13    | Royal Obrero            | Tarija      |
|       | Juan Carlos Ríos F. C.  | Tarija      |
|       | Pumas Chapacos          | Tarija      |
|       | Municipal de Tarija     | Tarija      |
| 1. 2. |                         |             |

| Pos. | Equipo                   | Ciudad    |
| ---- | ------------------------ | --------- |
| 1    | Rosario Central          | Llallagua |
| 2    | Ferrocarril Palmeiras    | Potosí    |
| 3    | Wilstermann Cooperativas | Potosí    |
| 4    | Stormers San Lorenzo     | Llallagua |
| 6    | INTERFI                  | Potosí    |
| 7    | Deportivo Cervecería     | Potosí    |
| 8    | Deportivo JUVA           | Potosí    |
| 10   | Highland Players         | Potosí    |
| 11   | Real Cotagaita           | Potosí    |
| 1.   |                          |           |

| Pos.  | Equipo              | Ciudad   |
| ----- | ------------------- | -------- |
|       | Real Potosí         | Potosí   |
|       | Ferrocarril del Sur | Potosí   |
|       | Real San Cristóbal  | Colcha K |
| 1. 2. |                     |          |

| Pos.  | Equipo                          | Ciudad                  |
| ----- | ------------------------------- | ----------------------- |
| 1     | Argentinos Juniors              | Santa Cruz de la Sierra |
| 2     | Destroyer's                     | Santa Cruz de la Sierra |
| 3     | 24 de Septiembre                | Santa Cruz de la Sierra |
| 4     | Torre Fuerte                    | Santa Cruz de la Sierra |
| 5     | Nueva Santa Cruz Academia F. C. | Warnes                  |
| 6     | El Torno F. C.                  | El Torno                |
| 7     | Deportivo Cooper                | Santa Cruz de la Sierra |
| 8     | Oriente Petrolero "B"           | Santa Cruz de la Sierra |
| 9     | Universidad                     | Santa Cruz de la Sierra |
| 10    | Calleja                         | Santa Cruz de la Sierra |
| 11    | Real América                    | Santa Cruz de la Sierra |
| 12    | Ferroviario                     | Santa Cruz de la Sierra |
| 13    | Florida                         | Santa Cruz de la Sierra |
|       | Esperanza                       | Santa Cruz de la Sierra |
|       | Magisterio FC                   | Santa Cruz de la Sierra |
| 1. 2. |                                 |                         |

| Pos. | Equipo                     | Ciudad                        |
| ---- | -------------------------- | ----------------------------- |
| 1    | F. C. Libertad Gran Mamoré | Trinidad                      |
| 2    | Alianza F. C.              | Trinidad                      |
| 3    | Universitario del Beni     | Trinidad                      |
| 4    | Atlético 31 de Julio       | Trinidad                      |
| 5    | San Lorenzo del Beni       | Trinidad                      |
| 6    | Villa Real Sociedad        | Trinidad                      |
| 7    | Deportivo Kivón            | Trinidad                      |
| 8    | Movima 26-VII              | Trinidad Santa Ana del Yacuma |
| 9    | Atlético del Beni          | Trinidad                      |
| 10   | Deportivo Tiluchi          | Trinidad                      |
|      | Gran Moxos                 | Trinidad                      |
|      | Germán Busch               | Trinidad                      |

| Pos. | Equipo                     | Ciudad |
| ---- | -------------------------- | ------ |
| 1    | Mariscal Sucre             | Cobija |
| 2    | Vaca Díez                  | Cobija |
| 3    | Moto Club                  | Cobija |
| 4    | Libertad FC                | Cobija |
| 5    | Universitario de Pando     | Cobija |
| 6    | Real Mapajo                | Cobija |
| 7    | San Lorenzo Real Vaca Díez | Cobija |
| 8    | Vaca Díez Juvenil          | Cobija |
|      | Chaco F. C.                | Cobija |
|      | Guerreros de Dios          | Cobija |
| 1.   |                            |        |

Leyenda
- El equipo ganó el derecho de jugar por la segunda división: la Copa Simón Bolivar 2022, durante la temporada 2021.
- El equipo ganó el derecho de jugar por la segunda división: la Copa Simón Bolivar 2022, durante la temporada 2022.

## Participantes Torneos locales Femeninos

### Primera División - Copa Simón Bolívar Femenina 2022
| Por definir                        | Bandera de Bolivia | Por definir | Por definir |
| Actualizado el 14 de enero de 2022 |                    |             |             |

1. 1 2  «Capacidad del Estadio Félix Capriles, en BoliviaGol». Archivado desde el original el 12 de octubre de 2016. Consultado el 17 de enero de 2022.
2. 1 2  «Capacidad del Estadio Hernando Siles, en BoliviaGol». Archivado desde el original el 12 de octubre de 2016. Consultado el 17 de enero de 2022.
3. 1 2  «Capacidad del Estadio Gilberto Parada, en BoliviaGol». Archivado desde el original el 12 de octubre de 2016. Consultado el 17 de enero de 2022.
4. ↑  «Capacidad del Estadio Víctor Agustín Ugarte, en BoliviaGol». Archivado desde el original el 1 de diciembre de 2017. Consultado el 17 de enero de 2022.
5. ↑  «Capacidad del Estadio Rafael Mendoza, en BoliviaGol». Archivado desde el original el 12 de octubre de 2016. Consultado el 17 de enero de 2022.

## Torneos Nacionales Masculinos

### Primera División

#### Torneo Apertura

##### Serie A
| Pos. | Equipo                 | Pts. | PJ | G | E | P | GF | GC | Dif. | Clasificación  |
| ---- | ---------------------- | ---- | -- | - | - | - | -- | -- | ---- | -------------- |
| 1    | Atlético Palmaflor     | 28   | 16 | 9 | 1 | 6 | 18 | 21 | −3   | Liguilla final |
| 2    | The Strongest          | 27   | 16 | 7 | 6 | 3 | 21 | 11 | +10  | Liguilla final |
| 3    | Nacional Potosí        | 25   | 16 | 7 | 4 | 5 | 31 | 24 | +7   | Liguilla final |
| 4    | Oriente Petrolero      | 22   | 16 | 6 | 4 | 6 | 22 | 22 | 0    | Liguilla final |
| 5    | Guabirá                | 19   | 16 | 5 | 4 | 7 | 17 | 21 | −4   |                |
| 6    | Real Santa Cruz        | 18   | 16 | 5 | 3 | 8 | 22 | 28 | −6   |                |
| 7    | Aurora                 | 17   | 16 | 4 | 5 | 7 | 18 | 21 | −3   |                |
| 8    | Universitario de Sucre | 16   | 16 | 4 | 4 | 8 | 17 | 22 | −5   |                |

 Fuente: FBF

##### Serie B
| Pos. | Equipo                  | Pts. | PJ | G  | E | P | GF | GC | Dif. | Clasificación  |
| ---- | ----------------------- | ---- | -- | -- | - | - | -- | -- | ---- | -------------- |
| 1    | Bolívar                 | 37   | 16 | 12 | 1 | 3 | 42 | 9  | +33  | Liguilla final |
| 2    | Blooming                | 27   | 16 | 8  | 3 | 5 | 27 | 30 | −3   | Liguilla final |
| 3    | Royal Pari              | 23   | 16 | 6  | 5 | 5 | 32 | 26 | +6   | Liguilla final |
| 4    | Always Ready            | 19   | 16 | 5  | 4 | 7 | 24 | 22 | +2   | Liguilla final |
| 5    | Universitario de Vinto  | 19   | 16 | 5  | 4 | 7 | 18 | 29 | −11  |                |
| 6    | Jorge Wilstermann       | 18   | 16 | 4  | 6 | 6 | 16 | 20 | −4   |                |
| 7    | Independiente Petrolero | 18   | 16 | 4  | 6 | 6 | 17 | 26 | −9   |                |
| 8    | Real Tomayapo           | 18   | 16 | 4  | 6 | 6 | 14 | 24 | −10  |                |

 Fuente: FBF

##### Liguilla final
|  | Cuartos de final                              | Cuartos de final                              | Cuartos de final                              | Cuartos de final                              | Cuartos de final                              |   |                    | Semifinales                              | Semifinales                              | Semifinales                              | Semifinales                              | Semifinales                              |  |               | Final         | Final       | Final       |  |
|  | 28 y 29 de mayo (ida) 1 y 2 de junio (vuelta) | 28 y 29 de mayo (ida) 1 y 2 de junio (vuelta) | 28 y 29 de mayo (ida) 1 y 2 de junio (vuelta) | 28 y 29 de mayo (ida) 1 y 2 de junio (vuelta) | 28 y 29 de mayo (ida) 1 y 2 de junio (vuelta) |   |                    | 4 y 5 de junio (ida) 8 de junio (vuelta) | 4 y 5 de junio (ida) 8 de junio (vuelta) | 4 y 5 de junio (ida) 8 de junio (vuelta) | 4 y 5 de junio (ida) 8 de junio (vuelta) | 4 y 5 de junio (ida) 8 de junio (vuelta) |  |               | 12 de junio   | 12 de junio | 12 de junio |  |
|  |                                               |                                               |                                               |                                               |                                               |   |                    |                                          |                                          |                                          |                                          |                                          |  |               |               |             |             |  |
|  |                                               |                                               |                                               |                                               |                                               |   |                    |                                          |                                          |                                          |                                          |                                          |  |               |               |             |             |  |
|  | Atlético Palmaflor                            | Atlético Palmaflor                            | 1                                             | 2                                             | 3 (5)                                         |   |                    |                                          |                                          |                                          |                                          |                                          |  |               |               |             |             |  |
|  | Atlético Palmaflor                            | Atlético Palmaflor                            | 1                                             | 2                                             | 3 (5)                                         |   |                    |                                          |                                          |                                          |                                          |                                          |  |               |               |             |             |  |
|  | Always Ready                                  | Always Ready                                  | 2                                             | 1                                             | 3 (4)                                         |   |                    |                                          |                                          |                                          |                                          |                                          |  |               |               |             |             |  |
|  | Always Ready                                  | Always Ready                                  | 2                                             | 1                                             | 3 (4)                                         |   | Atlético Palmaflor | Atlético Palmaflor                       | 1                                        | 1                                        | 2                                        |                                          |  |               |               |             |             |  |
|  |                                               |                                               |                                               |                                               |                                               |   | Atlético Palmaflor | Atlético Palmaflor                       | 1                                        | 1                                        | 2                                        |                                          |  |               |               |             |             |  |
|  |                                               |                                               | The Strongest                                 | The Strongest                                 | 2                                             | 2 | 4                  |                                          |                                          |                                          |                                          |                                          |  |               |               |             |             |  |
|  | The Strongest                                 | The Strongest                                 | The Strongest                                 | The Strongest                                 | 2                                             | 2 | 4                  | 3                                        | 4                                        | 7                                        |                                          |                                          |  |               |               |             |             |  |
|  | The Strongest                                 | The Strongest                                 |                                               |                                               |                                               |   |                    |                                          |                                          | 7                                        |                                          |                                          |  |               |               |             |             |  |
|  | Royal Pari                                    | Royal Pari                                    | 0                                             | 0                                             | 0                                             |   |                    |                                          |                                          |                                          |                                          |                                          |  |               |               |             |             |  |
|  | Royal Pari                                    | Royal Pari                                    | 0                                             | 0                                             | 0                                             |   |                    |                                          |                                          |                                          |                                          |                                          |  | The Strongest | The Strongest | 0           |             |  |
|  |                                               |                                               |                                               |                                               |                                               |   |                    |                                          |                                          |                                          |                                          |                                          |  | The Strongest | The Strongest | 0           |             |  |
|  |                                               |                                               | Bolívar                                       | Bolívar                                       | 3                                             |   |                    |                                          |                                          |                                          |                                          |                                          |  |               |               |             |             |  |
|  | Bolívar                                       | Bolívar                                       | Bolívar                                       | Bolívar                                       | 3                                             | 0 | 1                  | 1 (7)                                    |                                          |                                          |                                          |                                          |  |               |               |             |             |  |
|  | Bolívar                                       | Bolívar                                       |                                               |                                               |                                               |   |                    |                                          |                                          |                                          |                                          |                                          |  |               |               |             |             |  |
|  | Oriente Petrolero                             | Oriente Petrolero                             | 1                                             | 0                                             | 1 (6)                                         |   |                    |                                          |                                          |                                          |                                          |                                          |  |               |               |             |             |  |
|  | Oriente Petrolero                             | Oriente Petrolero                             | 1                                             | 0                                             | 1 (6)                                         |   | Bolívar            | Bolívar                                  | 3                                        | 4                                        | 7                                        |                                          |  |               |               |             |             |  |
|  |                                               |                                               |                                               |                                               |                                               |   | Bolívar            | Bolívar                                  | 3                                        | 4                                        | 7                                        |                                          |  |               |               |             |             |  |
|  |                                               |                                               | Blooming                                      | Blooming                                      | 2                                             | 0 | 2                  |                                          |                                          |                                          |                                          |                                          |  |               |               |             |             |  |
|  | Blooming                                      | Blooming                                      | Blooming                                      | Blooming                                      | 2                                             | 0 | 2                  | 1                                        | 2                                        | 3 (5)                                    |                                          |                                          |  |               |               |             |             |  |
|  | Blooming                                      | Blooming                                      |                                               |                                               |                                               |   |                    |                                          |                                          | 3 (5)                                    |                                          |                                          |  |               |               |             |             |  |
|  | Nacional Potosí                               | Nacional Potosí                               | 3                                             | 0                                             | 3 (3)                                         |   |                    |                                          |                                          |                                          |                                          |                                          |  |               |               |             |             |  |
|  | Nacional Potosí                               | Nacional Potosí                               | 3                                             | 0                                             | 3 (3)                                         |   |                    |                                          |                                          |                                          |                                          |                                          |  |               |               |             |             |  |
|  |                                               |                                               |                                               |                                               |                                               |   |                    |                                          |                                          |                                          |                                          |                                          |  |               |               |             |             |  |

- Nota : El equipo ubicado en la primera línea de cada llave fue el que ejerció la localía en el partido de vuelta. La Final se jugó a partido único.

| 13    | POR   | Guillermo Viscarra |     |
| 14    | DEF   | Diego Wayar        | 46' |
| 6     | DEF   | Richet Gómez       |     |
| 5     | DEF   | Adrián Jusino      |     |
| 4     | DEF   | Juan Aponte        |     |
| 21    | MED   | Fernando Saucedo   |     |
| 27    | MED   | Luciano Ursino     |     |
| 23    | MED   | Jeyson Chura       | 46' |
| 34    | MED   | Cristian Esparza   |     |
| 20    | MED   | Rodrigo Amaral     | 55' |
| 11    | DEL   | Enrique Triverio   |     |
| D. T. | D. T. | Cristian Díaz      |     |

| 12    | POR   | Rubén Cordano       |       |
| 8     | DEF   | Diego Bejarano      |       |
| 13    | DEF   | José Herrera        | 46'   |
| 2     | DEF   | César Martins       |       |
| 4     | DEF   | José Sagredo        | 90+1' |
| 21    | DEF   | Roberto Fernández   | 90+1' |
| 23    | MED   | Leonel Justiniano   |       |
| 15    | MED   | Gabriel Villamil    |       |
| 6     | MED   | Àlex Granell        |       |
| 11    | DEL   | Bruno Sávio         | 74'   |
| 19    | DEL   | Chico               | 85'   |
| D. T. | D. T. | Antônio Carlos Zago |       |

| 10 | MED | Henry Vaca       | 46' |
| 9  | DEL | Martín Prost     | 46' |
| 30 | MED | Jaime Arrascaita | 55' |

| 30 | DEF | Luis Haquín        | 46'   |
| 17 | MED | Patricio Rodríguez | 74'   |
| 22 | DEL | Bruno Miranda      | 85'   |
| 24 | DEF | Javier Uzeda       | 90+1' |
| 5  | DEF | Sebastián Reyes    | 90+1' |

| 1' · 32' · 70' | Chico Bruno Sávio | 0:1 0:2 0:3 |

| 30' · 45+1' · 55' · 56' · 73' · 79' | Jeison Chura Rodrigo Amaral Richet Gómez Luciano Ursino Martín Prost Jaime Arrascaita |

| 25' · 48' · 55' · 73' | José Sagredo Bruno Sávio Àlex Granell Leonel Justiniano |

| Principal  | Dilio Rodríguez |
| Asistentes | Edward Saavedra |
|            | Juan P. Montaño |
| Cuarto     | Jordy Alemán    |

|  |                    | [[Archivo:\|border\|30px]] | [[Archivo:\|border\|30px]] |
|  | Tiros              | 10                         | 14                         |
|  | Tiros a puerta     | 3                          | 6                          |
|  | Faltas             | 13                         | 15                         |
|  | Saques de esquina  | 6                          | 3                          |
|  | Posesión del balón | 62%                        | 38%                        |

| 13    | POR   | Guillermo Viscarra |     |
| 14    | DEF   | Diego Wayar        | 46' |
| 6     | DEF   | Richet Gómez       |     |
| 5     | DEF   | Adrián Jusino      |     |
| 4     | DEF   | Juan Aponte        |     |
| 21    | MED   | Fernando Saucedo   |     |
| 27    | MED   | Luciano Ursino     |     |
| 23    | MED   | Jeyson Chura       | 46' |
| 34    | MED   | Cristian Esparza   |     |
| 20    | MED   | Rodrigo Amaral     | 55' |
| 11    | DEL   | Enrique Triverio   |     |
| D. T. | D. T. | Cristian Díaz      |     |

| 12    | POR   | Rubén Cordano       |       |
| 8     | DEF   | Diego Bejarano      |       |
| 13    | DEF   | José Herrera        | 46'   |
| 2     | DEF   | César Martins       |       |
| 4     | DEF   | José Sagredo        | 90+1' |
| 21    | DEF   | Roberto Fernández   | 90+1' |
| 23    | MED   | Leonel Justiniano   |       |
| 15    | MED   | Gabriel Villamil    |       |
| 6     | MED   | Àlex Granell        |       |
| 11    | DEL   | Bruno Sávio         | 74'   |
| 19    | DEL   | Chico               | 85'   |
| D. T. | D. T. | Antônio Carlos Zago |       |

| 10 | MED | Henry Vaca       | 46' |
| 9  | DEL | Martín Prost     | 46' |
| 30 | MED | Jaime Arrascaita | 55' |

| 30 | DEF | Luis Haquín        | 46'   |
| 17 | MED | Patricio Rodríguez | 74'   |
| 22 | DEL | Bruno Miranda      | 85'   |
| 24 | DEF | Javier Uzeda       | 90+1' |
| 5  | DEF | Sebastián Reyes    | 90+1' |

| 1' · 32' · 70' | Chico Bruno Sávio | 0:1 0:2 0:3 |

| 30' · 45+1' · 55' · 56' · 73' · 79' | Jeison Chura Rodrigo Amaral Richet Gómez Luciano Ursino Martín Prost Jaime Arrascaita |

| 25' · 48' · 55' · 73' | José Sagredo Bruno Sávio Àlex Granell Leonel Justiniano |

| Principal  | Dilio Rodríguez |
| Asistentes | Edward Saavedra |
|            | Juan P. Montaño |
| Cuarto     | Jordy Alemán    |

|  |                    | [[Archivo:\|border\|30px]] | [[Archivo:\|border\|30px]] |
|  | Tiros              | 10                         | 14                         |
|  | Tiros a puerta     | 3                          | 6                          |
|  | Faltas             | 13                         | 15                         |
|  | Saques de esquina  | 6                          | 3                          |
|  | Posesión del balón | 62%                        | 38%                        |

| 13    | POR   | Guillermo Viscarra |     |
| 14    | DEF   | Diego Wayar        | 46' |
| 6     | DEF   | Richet Gómez       |     |
| 5     | DEF   | Adrián Jusino      |     |
| 4     | DEF   | Juan Aponte        |     |
| 21    | MED   | Fernando Saucedo   |     |
| 27    | MED   | Luciano Ursino     |     |
| 23    | MED   | Jeyson Chura       | 46' |
| 34    | MED   | Cristian Esparza   |     |
| 20    | MED   | Rodrigo Amaral     | 55' |
| 11    | DEL   | Enrique Triverio   |     |
| D. T. | D. T. | Cristian Díaz      |     |

| 12    | POR   | Rubén Cordano       |       |
| 8     | DEF   | Diego Bejarano      |       |
| 13    | DEF   | José Herrera        | 46'   |
| 2     | DEF   | César Martins       |       |
| 4     | DEF   | José Sagredo        | 90+1' |
| 21    | DEF   | Roberto Fernández   | 90+1' |
| 23    | MED   | Leonel Justiniano   |       |
| 15    | MED   | Gabriel Villamil    |       |
| 6     | MED   | Àlex Granell        |       |
| 11    | DEL   | Bruno Sávio         | 74'   |
| 19    | DEL   | Chico               | 85'   |
| D. T. | D. T. | Antônio Carlos Zago |       |

| 10 | MED | Henry Vaca       | 46' |
| 9  | DEL | Martín Prost     | 46' |
| 30 | MED | Jaime Arrascaita | 55' |

| 30 | DEF | Luis Haquín        | 46'   |
| 17 | MED | Patricio Rodríguez | 74'   |
| 22 | DEL | Bruno Miranda      | 85'   |
| 24 | DEF | Javier Uzeda       | 90+1' |
| 5  | DEF | Sebastián Reyes    | 90+1' |

| 1' · 32' · 70' | Chico Bruno Sávio | 0:1 0:2 0:3 |

| 30' · 45+1' · 55' · 56' · 73' · 79' | Jeison Chura Rodrigo Amaral Richet Gómez Luciano Ursino Martín Prost Jaime Arrascaita |

| 25' · 48' · 55' · 73' | José Sagredo Bruno Sávio Àlex Granell Leonel Justiniano |

| Principal  | Dilio Rodríguez |
| Asistentes | Edward Saavedra |
|            | Juan P. Montaño |
| Cuarto     | Jordy Alemán    |

|  |                    | [[Archivo:\|border\|30px]] | [[Archivo:\|border\|30px]] |
|  | Tiros              | 10                         | 14                         |
|  | Tiros a puerta     | 3                          | 6                          |
|  | Faltas             | 13                         | 15                         |
|  | Saques de esquina  | 6                          | 3                          |
|  | Posesión del balón | 62%                        | 38%                        |

| 13    | POR   | Guillermo Viscarra |     |
| 14    | DEF   | Diego Wayar        | 46' |
| 6     | DEF   | Richet Gómez       |     |
| 5     | DEF   | Adrián Jusino      |     |
| 4     | DEF   | Juan Aponte        |     |
| 21    | MED   | Fernando Saucedo   |     |
| 27    | MED   | Luciano Ursino     |     |
| 23    | MED   | Jeyson Chura       | 46' |
| 34    | MED   | Cristian Esparza   |     |
| 20    | MED   | Rodrigo Amaral     | 55' |
| 11    | DEL   | Enrique Triverio   |     |
| D. T. | D. T. | Cristian Díaz      |     |

| 12    | POR   | Rubén Cordano       |       |
| 8     | DEF   | Diego Bejarano      |       |
| 13    | DEF   | José Herrera        | 46'   |
| 2     | DEF   | César Martins       |       |
| 4     | DEF   | José Sagredo        | 90+1' |
| 21    | DEF   | Roberto Fernández   | 90+1' |
| 23    | MED   | Leonel Justiniano   |       |
| 15    | MED   | Gabriel Villamil    |       |
| 6     | MED   | Àlex Granell        |       |
| 11    | DEL   | Bruno Sávio         | 74'   |
| 19    | DEL   | Chico               | 85'   |
| D. T. | D. T. | Antônio Carlos Zago |       |

| 10 | MED | Henry Vaca       | 46' |
| 9  | DEL | Martín Prost     | 46' |
| 30 | MED | Jaime Arrascaita | 55' |

| 30 | DEF | Luis Haquín        | 46'   |
| 17 | MED | Patricio Rodríguez | 74'   |
| 22 | DEL | Bruno Miranda      | 85'   |
| 24 | DEF | Javier Uzeda       | 90+1' |
| 5  | DEF | Sebastián Reyes    | 90+1' |

| 1' · 32' · 70' | Chico Bruno Sávio | 0:1 0:2 0:3 |

| 30' · 45+1' · 55' · 56' · 73' · 79' | Jeison Chura Rodrigo Amaral Richet Gómez Luciano Ursino Martín Prost Jaime Arrascaita |

| 25' · 48' · 55' · 73' | José Sagredo Bruno Sávio Àlex Granell Leonel Justiniano |

| Principal  | Dilio Rodríguez |
| Asistentes | Edward Saavedra |
|            | Juan P. Montaño |
| Cuarto     | Jordy Alemán    |

|  |                    | [[Archivo:\|border\|30px]] | [[Archivo:\|border\|30px]] |
|  | Tiros              | 10                         | 14                         |
|  | Tiros a puerta     | 3                          | 6                          |
|  | Faltas             | 13                         | 15                         |
|  | Saques de esquina  | 6                          | 3                          |
|  | Posesión del balón | 62%                        | 38%                        |

|                                                                                                 |
|                                                                                                 |
| Bolívar Campeón 2.do título de División Profesional 30.vo título de Primera División de Bolivia |

#### Torneo Clausura
| Pos. | Equipo                  | Pts. | PJ | G  | E  | P  | GF | GC | Dif. |
| ---- | ----------------------- | ---- | -- | -- | -- | -- | -- | -- | ---- |
| 1    | The Strongest           | 53   | 24 | 16 | 5  | 3  | 58 | 25 | +33  |
| 2    | Always Ready            | 51   | 24 | 16 | 3  | 5  | 52 | 22 | +30  |
| 3    | Bolívar                 | 50   | 24 | 15 | 5  | 4  | 52 | 25 | +27  |
| 4    | Nacional Potosí         | 42   | 24 | 13 | 3  | 8  | 44 | 40 | +4   |
| 5    | Oriente Petrolero       | 38   | 24 | 11 | 5  | 8  | 36 | 26 | +10  |
| 6    | Guabirá                 | 38   | 24 | 11 | 5  | 8  | 35 | 33 | +2   |
| 7    | Aurora                  | 29   | 24 | 7  | 8  | 9  | 22 | 35 | −13  |
| 8    | Independiente Petrolero | 28   | 24 | 7  | 7  | 10 | 34 | 33 | +1   |
| 9    | Atlético Palmaflor      | 27   | 24 | 5  | 12 | 7  | 31 | 34 | −3   |
| 10   | Blooming                | 27   | 24 | 7  | 6  | 11 | 27 | 35 | −8   |
| 11   | Jorge Wilstermann       | 27   | 24 | 7  | 6  | 11 | 24 | 32 | −8   |
| 12   | Real Tomayapo           | 26   | 24 | 7  | 5  | 12 | 25 | 35 | −10  |
| 13   | Royal Pari              | 25   | 24 | 7  | 4  | 13 | 25 | 35 | −10  |
| 14   | Real Santa Cruz         | 25   | 24 | 7  | 4  | 13 | 25 | 47 | −22  |
| 15   | Universitario de Sucre  | 23   | 24 | 6  | 5  | 13 | 24 | 46 | −22  |
| 16   | Universitario de Vinto  | 22   | 24 | 5  | 7  | 12 | 23 | 36 | −13  |

 Fuente: FBF
|                                                                                                  |
| Bandera de Bolivia                                                                               |
| Campeón Por definir ?.° título de División Profesional ?.° título de Primera División de Bolivia |

#### Tabla acumulada
Esta tabla acumulada (que es la sumatoria de las tablas de las fases regulares del Apertura y Clausura) se utilizó para determinar los clasificados a la Copa Libertadores y Copa Sudamericana. Además de esto, el Consejo Superior de la División Profesional decidió que el último clasificado de esta tabla al momento de dar por concluido el Torneo Clausura jugaría la promoción por la permanencia y ningún equipo descendería directamente a las Ligas Departamentales.
- The Strongest, Always Ready y Nacional Potosí clasificaron como Bolivia 2, Bolivia 3 y Bolivia 4 respectivamente, a la Copa Libertadores 2023. Bolívar iría como Bolivia 1 por obtener el título del Torneo Apertura 2022.
- Oriente Petrolero, Guabirá, Atlético Palmaflor y Blooming clasificaron como Bolivia 1, Bolivia 2, Bolivia 3 y Bolivia 4 respectivamente, a la Copa Sudamericana.
- Universitario de Sucre jugó el partido indirecto contra el subcampeón de la Copa Simón Bolívar 2022. Donde se definió su permanencia en primera división debido a que fue el último de la tabla acumulada, terminó en descenso a la ACHF.
- Para 2023, el número de equipos participantes de la División Profesional asciende a 17, con un solo torneo a lo largo del año, dos descensos directos y un descenso indirecto.

| Pos. | Equipo                     | Pts. | PJ | G  | E  | P  | GF | GC | Dif. | Clasificación o descenso                           |
| ---- | -------------------------- | ---- | -- | -- | -- | -- | -- | -- | ---- | -------------------------------------------------- |
| 1    | Bolívar                    | 87   | 40 | 27 | 6  | 7  | 94 | 34 | +60  | Clasifica a la Fase de grupos de Copa Libertadores |
| 2    | The Strongest              | 80   | 40 | 23 | 11 | 6  | 79 | 36 | +43  | Clasifica a la Fase de grupos de Copa Libertadores |
| 3    | Always Ready               | 70   | 40 | 21 | 7  | 12 | 76 | 44 | +32  | Clasifica a la Fase 2 de Copa Libertadores         |
| 4    | Nacional Potosí            | 67   | 40 | 20 | 7  | 13 | 75 | 64 | +11  | Clasifica a la Fase 1 de Copa Libertadores         |
| 5    | Oriente Petrolero          | 60   | 40 | 17 | 9  | 14 | 58 | 48 | +10  | Clasifican a la Copa Sudamericana                  |
| 6    | Guabirá                    | 57   | 40 | 16 | 9  | 15 | 52 | 54 | −2   | Clasifican a la Copa Sudamericana                  |
| 7    | Atlético Palmaflor         | 55   | 40 | 14 | 13 | 13 | 49 | 55 | −6   | Clasifican a la Copa Sudamericana                  |
| 8    | Blooming                   | 54   | 40 | 15 | 9  | 16 | 54 | 65 | −11  | Clasifican a la Copa Sudamericana                  |
| 9    | Royal Pari                 | 48   | 40 | 13 | 9  | 18 | 57 | 61 | −4   |                                                    |
| 10   | Independiente Petrolero    | 46   | 40 | 11 | 13 | 16 | 51 | 59 | −8   |                                                    |
| 11   | Aurora                     | 46   | 40 | 11 | 13 | 16 | 40 | 56 | −16  |                                                    |
| 12   | Jorge Wilstermann          | 45   | 40 | 11 | 12 | 17 | 40 | 52 | −12  |                                                    |
| 13   | Real Tomayapo              | 44   | 40 | 11 | 11 | 18 | 39 | 59 | −20  |                                                    |
| 14   | Real Santa Cruz            | 43   | 40 | 12 | 7  | 21 | 47 | 75 | −28  |                                                    |
| 15   | Universitario de Vinto     | 41   | 40 | 10 | 11 | 19 | 41 | 63 | −22  |                                                    |
| 16   | Universitario de Sucre (D) | 39   | 40 | 10 | 9  | 21 | 41 | 68 | −27  | Promoción por la permanencia                       |

 Fuente: FBF

### Copa Simón Bolívar
| Pos. | Equipo                 | Pts. | PJ | PG | PE | PP | GF | GC | DG  |
| ---- | ---------------------- | ---- | -- | -- | -- | -- | -- | -- | --- |
| 1.°  | Libertad Gran Mamoré   | 12   | 6  | 4  | 0  | 2  | 18 | 4  | 14  |
| 2.°  | Universitario del Beni | 10   | 6  | 3  | 1  | 2  | 10 | 9  | 1   |
| 3.°  | Alianza Beni F. C.     | 7    | 6  | 2  | 1  | 3  | 8  | 18 | -10 |
| 4.°  | 3 de Febrero           | 6    | 6  | 2  | 0  | 4  | 7  | 12 | -5  |

| Pos. | Equipo          | Pts. | PJ | PG | PE | PP | GF | GC | DG  |
| ---- | --------------- | ---- | -- | -- | -- | -- | -- | -- | --- |
| 1.°  | Stormers        | 16   | 6  | 5  | 1  | 0  | 23 | 3  | 20  |
| 2.°  | Mojocoya F. C.  | 12   | 6  | 3  | 0  | 2  | 11 | 8  | 3   |
| 3.°  | Morro Municipal | 7    | 6  | 2  | 1  | 3  | 11 | 6  | 5   |
| 4.°  | Real Candúa     | 0    | 6  | 0  | 0  | 6  | 4  | 32 | -28 |

| Pos. | Equipo           | Pts. | PJ | PG | PE | PP | GF | GC | DG  |
| ---- | ---------------- | ---- | -- | -- | -- | -- | -- | -- | --- |
| 1.°  | Cochabamba F. C. | 12   | 6  | 3  | 3  | 0  | 9  | 7  | 2   |
| 2.°  | Enrique Happ     | 11   | 6  | 3  | 2  | 1  | 8  | 1  | 7   |
| 3.°  | Nueva Cliza      | 9    | 6  | 1  | 3  | 1  | 8  | 6  | 2   |
| 4.°  | Real Mizque      | 0    | 6  | 0  | 0  | 6  | 5  | 17 | -12 |

| Pos. | Equipo           | Pts. | PJ | PG | PE | PP | GF | GC | DG  |
| ---- | ---------------- | ---- | -- | -- | -- | -- | -- | -- | --- |
| 1.°  | Deportivo FATIC  | 18   | 6  | 6  | 0  | 0  | 26 | 4  | 22  |
| 2.°  | A. B. B.         | 12   | 6  | 4  | 0  | 2  | 11 | 6  | 5   |
| 3.°  | Unión Maestranza | 6    | 6  | 2  | 0  | 4  | 8  | 15 | -7  |
| 4.°  | GAM Sica Sica    | 0    | 6  | 0  | 0  | 6  | 5  | 22 | -17 |

| Pos. | Equipo               | Pts. | PJ | PG | PE | PP | GF | GC | DG  |
| ---- | -------------------- | ---- | -- | -- | -- | -- | -- | -- | --- |
| 1.°  | CDT Real Oruro       | 16   | 6  | 5  | 1  | 0  | 20 | 4  | 16  |
| 2.°  | SUR-CAR              | 13   | 6  | 4  | 1  | 1  | 15 | 8  | 7   |
| 3.°  | Deportivo Shalon     | 6    | 6  | 2  | 0  | 5  | 8  | 12 | -4  |
| 4.°  | Municipal Challapata | 0    | 6  | 0  | 0  | 6  | 4  | 23 | -19 |

| Pos. | Equipo         | Pts. | PJ | PG | PE | PP | GF | GC | DG  |
| ---- | -------------- | ---- | -- | -- | -- | -- | -- | -- | --- |
| 1.°  | Vaca Díez      | 10   | 4  | 3  | 1  | 0  | 8  | 5  | 3   |
| 2.°  | Mariscal Sucre | 7    | 4  | 2  | 1  | 1  | 14 | 4  | 10  |
| 3.°  | Libertad F. C. | 0    | 4  | 0  | 0  | 4  | 2  | 15 | -13 |

| Pos. | Equipo                   | Pts. | PJ | PG | PE | PP | GF | GC | DG |
| ---- | ------------------------ | ---- | -- | -- | -- | -- | -- | -- | -- |
| 1.°  | Wilstermann Cooperativas | 10   | 6  | 3  | 1  | 2  | 7  | 3  | 4  |
| 2.°  | Deportivo Cervecería     | 10   | 6  | 3  | 1  | 2  | 9  | 7  | 2  |
| 3.°  | Deportivo JUVA           | 8    | 6  | 2  | 2  | 2  | 7  | 7  | 0  |
| 4.°  | 23 de Marzo              | 6    | 6  | 2  | 0  | 4  | 8  | 14 | -6 |

| Pos. | Equipo             | Pts. | PJ | PG | PE | PP | GF | GC | DG |
| ---- | ------------------ | ---- | -- | -- | -- | -- | -- | -- | -- |
| 1.°  | Destroyer's        | 11   | 6  | 3  | 2  | 1  | 12 | 10 | 2  |
| 2.°  | 24 de Septiembre   | 10   | 6  | 3  | 1  | 2  | 10 | 5  | 5  |
| 3.°  | Atlético Warnes    | 6    | 6  | 1  | 3  | 2  | 5  | 10 | -5 |
| 4.°  | Argentinos Juniors | 5    | 6  | 1  | 2  | 3  | 10 | 12 | -2 |

| Pos. | Equipo           | Pts. | PJ | PG | PE | PP | GF | GC | DG |
| ---- | ---------------- | ---- | -- | -- | -- | -- | -- | -- | -- |
| 1.°  | García Agreda    | 6    | 4  | 2  | 0  | 2  | 5  | 4  | 1  |
| 2.°  | Atlético Bermejo | 5    | 4  | 1  | 2  | 1  | 5  | 5  | 0  |
| 3.°  | Comercio Bermejo | 5    | 4  | 1  | 2  | 1  | 5  | 6  | -1 |

#### Segunda Fase
| Pos. | Equipo               | Pts. | PJ | PG | PE | PP | GF | GC | DG  |
| ---- | -------------------- | ---- | -- | -- | -- | -- | -- | -- | --- |
| 1.°  | Deportivo Cervecería | 8    | 4  | 2  | 2  | 0  | 15 | 3  | 12  |
| 2.°  | García Agreda        | 3    | 4  | 0  | 3  | 1  | 5  | 7  | -2  |
| 3.°  | Alianza Beni F. C.   | 3    | 4  | 0  | 3  | 1  | 4  | 14 | -10 |

| Pos. | Equipo         | Pts. | PJ | PG | PE | PP | GF | GC | DG |
| ---- | -------------- | ---- | -- | -- | -- | -- | -- | -- | -- |
| 1.°  | CDT Real Oruro | 8    | 4  | 2  | 2  | 0  | 9  | 3  | 6  |
| 2.°  | Destroyer's    | 5    | 4  | 1  | 2  | 1  | 7  | 6  | 1  |
| 3.°  | Mojocoya F. C. | 2    | 4  | 0  | 2  | 2  | 3  | 10 | -7 |

| Pos. | Equipo                   | Pts. | PJ | PG | PE | PP | GF | GC | DG |
| ---- | ------------------------ | ---- | -- | -- | -- | -- | -- | -- | -- |
| 1.°  | 24 de Septiembre         | 6    | 4  | 1  | 3  | 0  | 8  | 6  | 2  |
| 2.°  | Mariscal Sucre           | 5    | 4  | 1  | 2  | 1  | 6  | 9  | -3 |
| 3.°  | Wilstermann Cooperativas | 4    | 4  | 1  | 1  | 2  | 9  | 8  | 1  |

| Pos. | Equipo               | Pts. | PJ | PG | PE | PP | GF | GC | DG |
| ---- | -------------------- | ---- | -- | -- | -- | -- | -- | -- | -- |
| 1.°  | Libertad Gran Mamoré | 7    | 4  | 2  | 1  | 1  | 6  | 2  | 4  |
| 2.°  | A. B. B.             | 6    | 4  | 2  | 0  | 2  | 5  | 7  | -2 |
| 3.°  | Atlético Warnes      | 4    | 4  | 1  | 1  | 2  | 4  | 6  | -2 |

| Pos. | Equipo           | Pts. | PJ | PG | PE | PP | GF | GC | DG |
| ---- | ---------------- | ---- | -- | -- | -- | -- | -- | -- | -- |
| 1.°  | Atlético Bermejo | 8    | 4  | 2  | 2  | 0  | 8  | 4  | 4  |
| 2.°  | Deportivo FATIC  | 5    | 4  | 1  | 2  | 1  | 6  | 6  | 0  |
| 3.°  | Deportivo Shalón | 3    | 4  | 1  | 0  | 3  | 4  | 8  | -4 |

| Pos. | Equipo                 | Pts. | PJ | PG | PE | PP | GF | GC | DG |
| ---- | ---------------------- | ---- | -- | -- | -- | -- | -- | -- | -- |
| 1.°  | Nueva Cliza            | 6    | 4  | 2  | 0  | 2  | 7  | 4  | 3  |
| 2.°  | Vaca Díez              | 6    | 4  | 2  | 0  | 2  | 5  | 6  | -1 |
| 3.°  | Universitario del Beni | 6    | 4  | 2  | 0  | 2  | 6  | 8  | -2 |

| Pos. | Equipo          | Pts. | PJ | PG | PE | PP | GF | GC | DG |
| ---- | --------------- | ---- | -- | -- | -- | -- | -- | -- | -- |
| 1.°  | Enrique Happ    | 6    | 4  | 2  | 0  | 2  | 7  | 5  | +2 |
| 2.°  | Stormers        | 6    | 4  | 2  | 0  | 2  | 6  | 7  | -1 |
| 3.°  | Morro Municipal | 6    | 4  | 2  | 0  | 2  | 5  | 6  | -1 |

| Pos. | Equipo           | Pts. | PJ | PG | PE | PP | GF | GC | DG |
| ---- | ---------------- | ---- | -- | -- | -- | -- | -- | -- | -- |
| 1.°  | SUR-CAR          | 6    | 4  | 1  | 3  | 0  | 5  | 4  | 1  |
| 2.°  | Deportivo JUVA   | 5    | 4  | 1  | 2  | 1  | 4  | 8  | -4 |
| 3.°  | Cochabamba F. C. | 4    | 4  | 1  | 1  | 2  | 8  | 5  | 3  |

#### Llaves eliminatorias
|  | Octavos de final     | Octavos de final   | Octavos de final     | Octavos de final   |   |                      | Cuartos de final    | Cuartos de final    | Cuartos de final    | Cuartos de final    |  |                  | Semifinales          | Semifinales          | Semifinales          | Semifinales          |  |           | Final           | Final           |  |
|  | 4 al 10 de octubre   | 4 al 10 de octubre | 4 al 10 de octubre   | 4 al 10 de octubre |   |                      | 15 al 23 de octubre | 15 al 23 de octubre | 15 al 23 de octubre | 15 al 23 de octubre |  |                  | 18 y 21 de noviembre | 18 y 21 de noviembre | 18 y 21 de noviembre | 18 y 21 de noviembre |  |           | 24 de noviembre | 24 de noviembre |  |
|  |                      |                    |                      |                    |   |                      |                     |                     |                     |                     |  |                  |                      |                      |                      |                      |  |           |                 |                 |  |
|  |                      |                    |                      |                    |   |                      |                     |                     |                     |                     |  |                  |                      |                      |                      |                      |  |           |                 |                 |  |
|  | Vaca Díez            | 3                  | 3                    | 6                  |   |                      |                     |                     |                     |                     |  |                  |                      |                      |                      |                      |  |           |                 |                 |  |
|  | Vaca Díez            | 3                  | 3                    | 6                  |   |                      |                     |                     |                     |                     |  |                  |                      |                      |                      |                      |  |           |                 |                 |  |
|  | Atlético Bermejo     | 0                  | 0                    | 0                  |   |                      |                     |                     |                     |                     |  |                  |                      |                      |                      |                      |  |           |                 |                 |  |
|  | Atlético Bermejo     | 0                  | 0                    | 0                  |   | Vaca Díez            | 1                   | 2                   | 3 (7)               |                     |  |                  |                      |                      |                      |                      |  |           |                 |                 |  |
|  |                      |                    |                      |                    |   | Vaca Díez            | 1                   | 2                   | 3 (7)               |                     |  |                  |                      |                      |                      |                      |  |           |                 |                 |  |
|  |                      |                    | Deportivo FATIC      | 1                  | 2 | 3 (6)                |                     |                     |                     |                     |  |                  |                      |                      |                      |                      |  |           |                 |                 |  |
|  | Deportivo FATIC      | 0                  | Deportivo FATIC      | 1                  | 2 | 3 (6)                | 3                   | 3                   |                     |                     |  |                  |                      |                      |                      |                      |  |           |                 |                 |  |
|  | Deportivo FATIC      | 0                  |                      |                    |   |                      |                     |                     |                     |                     |  |                  |                      |                      |                      |                      |  |           |                 |                 |  |
|  | CDT Real Oruro       | 0                  | 1                    | 1                  |   |                      |                     |                     |                     |                     |  |                  |                      |                      |                      |                      |  |           |                 |                 |  |
|  | CDT Real Oruro       | 0                  | 1                    | 1                  |   |                      |                     |                     |                     |                     |  | Vaca Díez        | 2                    | 2                    | 4                    |                      |  |           |                 |                 |  |
|  |                      |                    |                      |                    |   |                      |                     |                     |                     |                     |  | Vaca Díez        | 2                    | 2                    | 4                    |                      |  |           |                 |                 |  |
|  |                      |                    | Destroyer's          | 0                  | 3 | 3                    |                     |                     |                     |                     |  |                  |                      |                      |                      |                      |  |           |                 |                 |  |
|  | Deportivo JUVA       | 2                  | Destroyer's          | 0                  | 3 | 3                    | 2                   | 4                   |                     |                     |  |                  |                      |                      |                      |                      |  |           |                 |                 |  |
|  | Deportivo JUVA       | 2                  |                      |                    |   |                      |                     |                     |                     |                     |  |                  |                      |                      |                      |                      |  |           |                 |                 |  |
|  | Deportivo Cervecería | 2                  | 0                    | 2                  |   |                      |                     |                     |                     |                     |  |                  |                      |                      |                      |                      |  |           |                 |                 |  |
|  | Deportivo Cervecería | 2                  | 0                    | 2                  |   | Deportivo JUVA       | 1                   | 0                   | 1                   |                     |  |                  |                      |                      |                      |                      |  |           |                 |                 |  |
|  |                      |                    |                      |                    |   | Deportivo JUVA       | 1                   | 0                   | 1                   |                     |  |                  |                      |                      |                      |                      |  |           |                 |                 |  |
|  |                      |                    | Destroyer's          | 1                  | 1 | 2                    |                     |                     |                     |                     |  |                  |                      |                      |                      |                      |  |           |                 |                 |  |
|  | Destroyer's          | 2                  | Destroyer's          | 1                  | 1 | 2                    | 0                   | 2                   |                     |                     |  |                  |                      |                      |                      |                      |  |           |                 |                 |  |
|  | Destroyer's          | 2                  |                      |                    |   |                      |                     |                     |                     |                     |  |                  |                      |                      |                      |                      |  |           |                 |                 |  |
|  | Nueva Cliza          | 0                  | 1                    | 1                  |   |                      |                     |                     |                     |                     |  |                  |                      |                      |                      |                      |  |           |                 |                 |  |
|  | Nueva Cliza          | 0                  | 1                    | 1                  |   |                      |                     |                     |                     |                     |  |                  |                      |                      |                      |                      |  | Vaca Díez | 2 (4)           |                 |  |
|  |                      |                    |                      |                    |   |                      |                     |                     |                     |                     |  |                  |                      |                      |                      |                      |  | Vaca Díez | 2 (4)           |                 |  |
|  |                      |                    | Libertad Gran Mamoré | 2 (2)              |   |                      |                     |                     |                     |                     |  |                  |                      |                      |                      |                      |  |           |                 |                 |  |
|  | García Agreda        | 0                  | Libertad Gran Mamoré | 2 (2)              | 2 | 2                    |                     |                     |                     |                     |  |                  |                      |                      |                      |                      |  |           |                 |                 |  |
|  | García Agreda        | 0                  |                      |                    |   |                      |                     |                     |                     |                     |  |                  |                      |                      |                      |                      |  |           |                 |                 |  |
|  | 24 de Septiembre     | 0                  | 3                    | 3                  |   |                      |                     |                     |                     |                     |  |                  |                      |                      |                      |                      |  |           |                 |                 |  |
|  | 24 de Septiembre     | 0                  | 3                    | 3                  |   | 24 de Septiembre     | 1                   | 2                   | 3 (4)               |                     |  |                  |                      |                      |                      |                      |  |           |                 |                 |  |
|  |                      |                    |                      |                    |   | 24 de Septiembre     | 1                   | 2                   | 3 (4)               |                     |  |                  |                      |                      |                      |                      |  |           |                 |                 |  |
|  |                      |                    | SUR-CAR              | 2                  | 1 | 3 (2)                |                     |                     |                     |                     |  |                  |                      |                      |                      |                      |  |           |                 |                 |  |
|  | Mariscal Sucre       | 2                  | SUR-CAR              | 2                  | 1 | 3 (2)                | 0                   | 2                   |                     |                     |  |                  |                      |                      |                      |                      |  |           |                 |                 |  |
|  | Mariscal Sucre       | 2                  |                      |                    |   |                      |                     |                     |                     |                     |  |                  |                      |                      |                      |                      |  |           |                 |                 |  |
|  | SUR-CAR              | 2                  | 4                    | 6                  |   |                      |                     |                     |                     |                     |  |                  |                      |                      |                      |                      |  |           |                 |                 |  |
|  | SUR-CAR              | 2                  | 4                    | 6                  |   |                      |                     |                     |                     |                     |  | 24 de Septiembre | 3                    | 3                    | 6                    |                      |  |           |                 |                 |  |
|  |                      |                    |                      |                    |   |                      |                     |                     |                     |                     |  | 24 de Septiembre | 3                    | 3                    | 6                    |                      |  |           |                 |                 |  |
|  |                      |                    | Libertad Gran Mamoré | 5                  | 3 | 8                    |                     |                     |                     |                     |  |                  |                      |                      |                      |                      |  |           |                 |                 |  |
|  | A. B. B.             | 2                  | Libertad Gran Mamoré | 5                  | 3 | 8                    | 0                   | 2                   |                     |                     |  |                  |                      |                      |                      |                      |  |           |                 |                 |  |
|  | A. B. B.             | 2                  |                      |                    |   |                      |                     |                     |                     |                     |  |                  |                      |                      |                      |                      |  |           |                 |                 |  |
|  | Libertad Gran Mamoré | 2                  | 4                    | 6                  |   |                      |                     |                     |                     |                     |  |                  |                      |                      |                      |                      |  |           |                 |                 |  |
|  | Libertad Gran Mamoré | 2                  | 4                    | 6                  |   | Libertad Gran Mamoré | 2                   | 2                   | 4                   |                     |  |                  |                      |                      |                      |                      |  |           |                 |                 |  |
|  |                      |                    |                      |                    |   | Libertad Gran Mamoré | 2                   | 2                   | 4                   |                     |  |                  |                      |                      |                      |                      |  |           |                 |                 |  |
|  |                      |                    | Enrique Happ         | 0                  | 0 | 0                    |                     |                     |                     |                     |  |                  |                      |                      |                      |                      |  |           |                 |                 |  |
|  | Stormers             | 1                  | Enrique Happ         | 0                  | 0 | 0                    | 1                   | 2 (2)               |                     |                     |  |                  |                      |                      |                      |                      |  |           |                 |                 |  |
|  | Stormers             | 1                  |                      |                    |   |                      |                     |                     |                     |                     |  |                  |                      |                      |                      |                      |  |           |                 |                 |  |
|  | Enrique Happ         | 1                  | 1                    | 2 (3)              |   |                      |                     |                     |                     |                     |  |                  |                      |                      |                      |                      |  |           |                 |                 |  |
|  | Enrique Happ         | 1                  | 1                    | 2 (3)              |   |                      |                     |                     |                     |                     |  |                  |                      |                      |                      |                      |  |           |                 |                 |  |
|  |                      |                    |                      |                    |   |                      |                     |                     |                     |                     |  |                  |                      |                      |                      |                      |  |           |                 |                 |  |

| Copa Simón Bolívar 2022                                        |
| Bandera de ?                                                   |
| Por definir Campeón de la Copa Simón Bolívar 2022              |
| ? título de Copa Simón Bolívar 1.er título de Segunda División |

### Play-off de ascenso y descenso indirecto
| Fechas      | Penúltimo lugar División Profesional 2022 | Global | Subcampeón de la Copa Simón Bolívar 2022 | Ida | Vuelta |
| ----------- | ----------------------------------------- | ------ | ---------------------------------------- | --- | ------ |
| Por definir | Por definir                               | -      | Por definir                              | :   | :      |

| Club        | Ascendido como                                                                                   |
| ----------- | ------------------------------------------------------------------------------------------------ |
| Por definir | Campeón de la Copa Simón Bolívar 2022                                                            |
| Por definir | Subcampeón de la Copa Simón Bolívar 2022 y posible ganador de la serie por el ascenso indirecto. |

| Club        | Descendido como                                                                                               |
| ----------- | --- |
| Por definir | Penúltimo lugar del torneo División Profesional 2022 y posible perdedor de la serie por el ascenso indirecto. |
| Por definir | Último lugar del torneo División Profesional 2022.                                                            |

## Torneos departamentales Masculinos

### Torneos Departamentales de Primera "A"

#### La Paz (AFLP) -Torneo Primera "A" 2022
| Bandera del Departamento de La Paz                     |
| Campeón del Torneo AFLP - Primera "A" 2022 Por definir |
| 1.er título de la AFLP - Primera "A"                   |

##### Intercambio de Plazas para la temporada 2023
| Club          | Ascendido como                             |
| ------------- | ------------------------------------------ |
| Por definir'' | Campeón del torneo AFLP - Primera "B" 2022 |

| Club        | Descendido como |
| ----------- | --------------- |
| Por definir | Por definir     |

#### Oruro (AFO) -Torneo Primera "A" 2022
|                                                            |
| Deportivo Shalón Campeón del Torneo AFO - Primera "A" 2022 |
| 2.do título de la AFO - Primera "A"                        |

##### Partidos del ascenso indirecto
| Fecha  | Recinto     | Penúltimo lugar AFO Primera "A" | Global | Tercer lugar AFO Primera "B" | Ida | Vuelta |
| ------ | ----------- | ------------------------------- | ------ | ---------------------------- | --- | ------ |
| agosto | Por definir | Ingenieros                      | :      | Por definir                  | -   | -      |

##### Intercambio de Plazas para la temporada 2023
| Club          | Ascendido como                            |
| ------------- | ----------------------------------------- |
| Por definir'' | Campeón del torneo AFO - Primera "B" 2022 |

| Club           | Descendido como |
| -------------- | --- |
| Deportivo Kala | Último lugar del torneo AFO - Primera "A" 2022. Descendido por reglamento al presentar dos walk-overs consecutivos. |
| San José       | Descendido por reglamento al no inscribirse al torneo AFO - Primera "A" 2022.                                       |

#### Cochabamba (AFC) -Torneo Primera "A" 2022
| Bandera del Departamento de Cochabamba                |
| Campeón del Torneo AFC - Primera "A" 2022 Por definir |
| 1.er título de la AFC - Primera "A"                   |

##### Intercambio de Plazas para la temporada 2023
| Club          | Ascendido como                            |
| ------------- | ----------------------------------------- |
| Por definir'' | Campeón del torneo AFC - Primera "B" 2022 |

| Club        | Descendido como |
| ----------- | --------------- |
| Por definir | Por definir     |

#### Chuquisaca (ACHF) -Torneo Primera "A" 2022
|                                                           |
| Mojocoya F. C. Campeón del Torneo ACHF - Primera "A" 2022 |
| 1.er título de la ACHF - Primera "A"                      |

##### Intercambio de Plazas para la temporada 2023
| Club        | Ascendido como                             |
| ----------- | ------------------------------------------ |
| Por definir | Campeón del torneo AFCH - Primera "B" 2022 |

| Club    | Descendido como                                    |
| ------- | -------------------------------------------------- |
| Viveros | Penúltimo lugar del torneo ACHF - Primera "A" 2022 |
| CORDECH | Último lugar del torneo ACHF - Primera "A" 2022.   |

#### Tarija (ATF) -Torneo Primera "A" 2022
|                                                       |
| Campeón del Torneo ATF - Primera "A" 2022 Por definir |
| 1.er título de la ATF - Primera "A"                   |

##### Intercambio de Plazas para la temporada 2023
| Club          | Ascendido como                            |
| ------------- | ----------------------------------------- |
| Por definir'' | Campeón del torneo ATF - Primera "B" 2022 |

| Club        | Descendido como |
| ----------- | --------------- |
| Por definir | Por definir     |

#### Potosí (AFP) -Torneo Primera "A" 2022
|                                                       |
| Campeón del Torneo AFP - Primera "A" 2022 Por definir |
| 1.er título de la AFP - Primera "A"                   |

##### Intercambio de Plazas para la temporada 2023
| Club          | Ascendido como                            |
| ------------- | ----------------------------------------- |
| Por definir'' | Campeón del torneo AFP - Primera "B" 2022 |

| Club                    | Descendido como                                                                      |
| ----------------------- | ------------------------------------------------------------------------------------ |
| Universitario de Potosi | Descendido por reglamento al no inscribirse a los torneos AFP - Primera "A" 2021/22. |
| Felipe Hartmann         | Descendido por reglamento al no inscribirse a los torneos AFP - Primera "A" 2021/22. |
| Sinchi Wayra            | Descendido por reglamento al no inscribirse a los torneos AFP - Primera "A" 2021/22. |

#### Santa Cruz (ACF) -Torneo Primera "A" 2022
| Bandera del Departamento de Santa Cruz                |
| Campeón del Torneo ACF - Primera "A" 2022 Por definir |
| 1.er título de la ACF - Primera "A"                   |

##### Intercambio de Plazas para la temporada 2023
| Club          | Ascendido como                            |
| ------------- | ----------------------------------------- |
| Por definir'' | Campeón del torneo ACF - Primera "B" 2022 |

| Club        | Descendido como |
| ----------- | --------------- |
| Por definir | Por definir     |

#### Beni (ABF) -Torneo Primera "A" 2022

##### Torneo Clausura 2021/2022
|                                                                                   |
| Libertad Gran Mamoré F.C. Campeón del Torneo ABF - Primera "A" Clausura 2021/2022 |
| 3.er título de la ABF - Primera "A"                                               |

##### Torneo Apertura 2022
| Bandera del Departamento del Beni                     |
| Campeón del Torneo ABF - Primera "A" 2022 Por definir |
| 1.er título de la ABF - Primera "A"                   |

##### Intercambio de Plazas para la temporada 2023
| Club | Ascendido como                                                                                       |
| ---- | --- |
|      | Campeón del torneo ABF - Primera "B" 2022                                                            |
|      | Subcampeón del torneo ABF - Primera "B" 2022 y posible ganador de la serie por el ascenso indirecto. |

| Club | Descendido como |
| ---- | --------------- |
|      | Por definir     |

#### Pando (APF) -Torneo Primera "A" 2022

##### Torneo Apertura 2022
|                                                          |
| Mariscal Sucre Campeón del Torneo APF - Primera "A" 2022 |
| 4.to título de la APF - Primera "A"                      |

##### Intercambio de Plazas para la temporada 2023
| Club | Ascendido como                            |
| ---- | ----------------------------------------- |
|      | Campeón del torneo APF - Primera "B" 2022 |

| Club | Descendido como |
| ---- | --------------- |
|      | Por definir.    |

## Torneos amistosos

### Summer Cup Radisson Santa Cruz 2022

#### Sede
Todos los partidos se jugarán en el Estadio Ramón Aguilera Costas, de Santa Cruz de la Sierra.
|                     |  |
| 35 000 espectadores |  |

#### Desistencias
- Guabirá ( Montero): Renunció a jugar el torneo .

#### Cuadro
|  | Semifinales                                            | Semifinales                                            | Semifinales                                            | Semifinales                                            | Semifinales                                            |   |                   | Final                                                                      | Final                                                                      | Final                                                                      |  |
|  | 23 de enero de 2022 (ida) 27 de enero de 2022 (vuelta) | 23 de enero de 2022 (ida) 27 de enero de 2022 (vuelta) | 23 de enero de 2022 (ida) 27 de enero de 2022 (vuelta) | 23 de enero de 2022 (ida) 27 de enero de 2022 (vuelta) | 23 de enero de 2022 (ida) 27 de enero de 2022 (vuelta) |   |                   | 30 de enero de 2022 Estadio Ramón Aguilera Costas, Santa Cruz de la Sierra | 30 de enero de 2022 Estadio Ramón Aguilera Costas, Santa Cruz de la Sierra | 30 de enero de 2022 Estadio Ramón Aguilera Costas, Santa Cruz de la Sierra |  |
|  |                                                        |                                                        |                                                        |                                                        |                                                        |   |                   |                                                                            |                                                                            |                                                                            |  |
|  |                                                        |                                                        |                                                        |                                                        |                                                        |   |                   |                                                                            |                                                                            |                                                                            |  |
|  | Blooming                                               | Blooming                                               | 1                                                      | 1                                                      | 2                                                      |   |                   |                                                                            |                                                                            |                                                                            |  |
|  | Blooming                                               | Blooming                                               | 1                                                      | 1                                                      | 2                                                      |   |                   |                                                                            |                                                                            |                                                                            |  |
|  | Oriente Petrolero                                      | Oriente Petrolero                                      | 2                                                      | 1                                                      | 3                                                      |   |                   |                                                                            |                                                                            |                                                                            |  |
|  | Oriente Petrolero                                      | Oriente Petrolero                                      | 2                                                      | 1                                                      | 3                                                      |   | Oriente Petrolero | Oriente Petrolero                                                          | 1 (4)                                                                      |                                                                            |  |
|  |                                                        |                                                        |                                                        |                                                        |                                                        |   | Oriente Petrolero | Oriente Petrolero                                                          | 1 (4)                                                                      |                                                                            |  |
|  |                                                        |                                                        | Royal Pari                                             | Royal Pari                                             | 1 (2)                                                  |   |                   |                                                                            |                                                                            |                                                                            |  |
|  | Real Santa Cruz                                        | Real Santa Cruz                                        | Royal Pari                                             | Royal Pari                                             | 1 (2)                                                  | 1 | 1                 | 2                                                                          |                                                                            |                                                                            |  |
|  | Real Santa Cruz                                        | Real Santa Cruz                                        |                                                        |                                                        |                                                        | 1 | 1                 | 2                                                                          |                                                                            |                                                                            |  |
|  | Royal Pari                                             | Royal Pari                                             | 3                                                      | 1                                                      | 4                                                      |   |                   |                                                                            |                                                                            |                                                                            |  |
|  | Royal Pari                                             | Royal Pari                                             | 3                                                      | 1                                                      | 4                                                      |   |                   |                                                                            |                                                                            |                                                                            |  |
|  |                                                        |                                                        |                                                        |                                                        |                                                        |   |                   |                                                                            |                                                                            |                                                                            |  |

- Los clasificados se determinan por la mayor cantidad de puntos acumulados, no hay diferencia de goles en caso de igualdad de puntos y en caso de paridad, se definirá mediante ejecución de tiros desde el punto penal.

#### Semifinales

##### Ida
| Semifinal 1; 23 de enero de 2022, 19:30 UTC-4 | Blooming               | 1:2 (1:0) | Oriente Petrolero                      | Ramón Aguilera Costas, Santa Cruz de la Sierra             |                                                            |
|                                               | Fernando Arismendi 45' | Reporte   | 60' Ronaldo Sánchez · 65' Hugo Dorrego | Asistencia: Sin espectadores Árbitro(s): Juan Nelio García | Asistencia: Sin espectadores Árbitro(s): Juan Nelio García |

| Uniformes |  |
|           |  |

| Semifinal 2; 23 de enero de 2022, 17:00 UTC-4 | Real Santa Cruz | 1:3 (0:2) | Royal Pari                                               | Ramón Aguilera Costas, Santa Cruz de la Sierra |                              |
|                                               | Jairo Jean 67'  | Reporte   | 15' Gabriel Valverde · 44' John Pérez · 86' Joel Amoroso | Asistencia: Sin espectadores                   | Asistencia: Sin espectadores |

| Uniformes |  |
|           |  |

##### Vuelta
| Semifinal 1; 27 de enero de 2022, 19:30 UTC-4 | Oriente Petrolero  | 1:1 (0:0) | Blooming              | Ramón Aguilera Costas, Santa Cruz de la Sierra |                              |
|                                               | Facundo Suárez 87' | Reporte   | 68' Jefferson Tavares | Asistencia: 30% espectadores                   | Asistencia: 30% espectadores |

| Uniformes |  |
|           |  |

| Semifinal 2; 27 de enero de 2022, 17:00 UTC-4 | Royal Pari                 | 1:1 (0:1) | Real Santa Cruz  | Ramón Aguilera Costas, Santa Cruz de la Sierra |                              |
|                                               | Gilbert Álvarez 84' (pen.) | Reporte   | 45' Kevin Farell | Asistencia: 30% espectadores                   | Asistencia: 30% espectadores |

| Uniformes |  |
|           |  |

#### Final
| 30 de enero, 19:00 (UTC-4) | Oriente Petrolero                                                         | 1:1 (0:1) (4:2 p.)         | Royal Pari                                                       | Estadio Ramón Aguilera Costas, Santa Cruz de la Sierra |                                                     |
|                            | Facundo Suárez 60'                                                        | Reporte                    | 12' Dioggo Isita                                                 | Asistencia: 30% espectadores Árbitro(s): Ivo Mendez    | Asistencia: 30% espectadores Árbitro(s): Ivo Mendez |
|                            |                                                                           | Tiros desde el punto penal |                                                                  |                                                        |                                                     |
|                            | Facundo Suárez · Maximiliano Caire · Ronaldo Sánchez · Luciano Guaycochea |                            | Joel Amoroso · David Ribera · Marvin Bejarano · Hernán Rodríguez |                                                        |                                                     |

| 1          | Guardameta     | Wilson Quiñonez   |     |
| 5          | Defensa        | Maximiliano Caire |     |
| 27         | Defensa        | Sebastián Álvarez |     |
| 13         | Defensa        | Leandro Zazpe     |     |
| 32         | Defensa        | Ayrton Paz        | 38' |
| 6          | Centrocampista | Daniel Rojas      |     |
| 14         | Centrocampista | Juan Mercado      |     |
| 16         | Centrocampista | Luis Salces       |     |
| 7          | Centrocampista | Hugo Dorrego      |     |
| 21         | Centrocampista | Ronaldo Sánchez   |     |
| 9          | Delantero      | Facundo Suárez    |     |
| Entrenador | Entrenador     | Erwin Sánchez     |     |

| 13         | Guardameta     | Diego Méndez          |     |
| 30         | Defensa        | Esteban Orfano        |     |
| 4          | Defensa        | Roberto Luzarraga     |     |
| 34         | Defensa        | Gabriel Valverde      | 44' |
| 12         | Defensa        | Marvin Bejarano       |     |
| 23         | Centrocampista | Pedro Azogue          |     |
| 8          | Centrocampista | José Chávez           |     |
| 27         | Centrocampista | Pedro Siles           |     |
| 20         | Delantero      | Joel Amoroso          |     |
| 11         | Delantero      | Gilbert Álvarez       |     |
| 15         | Delantero      | Dioggo Isita          |     |
| Entrenador | Entrenador     | Miguel Ángel Portugal |     |

| 19 | Defensa        | Carlos Roca | 38'   |
| 0  | Defensa        | [[]]        | Entró |
| 0  | Centrocampista | [[]]        | Entró |
| 0  | Centrocampista | [[]]        | Entró |
| 0  | Delantero      | [[]]        | Entró |
| 0  | Delantero      | [[]]        | Entró |

| 3 | Defensa        | Jefferson Virreira | 44'   |
| 0 | Defensa        | [[]]               | Entró |
| 0 | Centrocampista | [[]]               | Entró |
| 0 | Centrocampista | [[]]               | Entró |
| 0 | Delantero      | [[]]               | Entró |
| 0 | Delantero      | [[]]               | Entró |

| Anotado | 60' | Facundo Suárez | 1–1 |

| Anotado | 12' | Dioggo Isita | 0–1 |

| Facundo Suárez     | Acierto de penal | 1:0 |                          |                  |
|                    |                  | 1:1 | Acierto de penal         | Joel Amoroso     |
| Maximiliano Caire  | Acierto de penal | 2:1 |                          |                  |
|                    |                  | 2:2 | Acierto de penal         | David Ribera     |
| Ronaldo Sánchez    | Acierto de penal | 3:2 |                          |                  |
|                    |                  | 3:2 | Fallo de penal (palo)    | Marvin Bejarano  |
| Luciano Guaycochea | Acierto de penal | 4:2 |                          |                  |
|                    |                  | 4:2 | Fallo de penal (atajado) | Hernan Rodríguez |

| Amonestado | 22' | Maximiliano Caire |

| Amonestado | 85' | Widen Saucedo |

| Expulsado | 27' | Leandro Zazpe |

| Expulsado | 27' | Gilbert Álvarez |
| Expulsado | 63' | José Chávez     |

| Árbitro | Ivo Mendez |

| 1          | Guardameta     | Wilson Quiñonez   |     |
| 5          | Defensa        | Maximiliano Caire |     |
| 27         | Defensa        | Sebastián Álvarez |     |
| 13         | Defensa        | Leandro Zazpe     |     |
| 32         | Defensa        | Ayrton Paz        | 38' |
| 6          | Centrocampista | Daniel Rojas      |     |
| 14         | Centrocampista | Juan Mercado      |     |
| 16         | Centrocampista | Luis Salces       |     |
| 7          | Centrocampista | Hugo Dorrego      |     |
| 21         | Centrocampista | Ronaldo Sánchez   |     |
| 9          | Delantero      | Facundo Suárez    |     |
| Entrenador | Entrenador     | Erwin Sánchez     |     |

| 13         | Guardameta     | Diego Méndez          |     |
| 30         | Defensa        | Esteban Orfano        |     |
| 4          | Defensa        | Roberto Luzarraga     |     |
| 34         | Defensa        | Gabriel Valverde      | 44' |
| 12         | Defensa        | Marvin Bejarano       |     |
| 23         | Centrocampista | Pedro Azogue          |     |
| 8          | Centrocampista | José Chávez           |     |
| 27         | Centrocampista | Pedro Siles           |     |
| 20         | Delantero      | Joel Amoroso          |     |
| 11         | Delantero      | Gilbert Álvarez       |     |
| 15         | Delantero      | Dioggo Isita          |     |
| Entrenador | Entrenador     | Miguel Ángel Portugal |     |

| 19 | Defensa        | Carlos Roca | 38'   |
| 0  | Defensa        | [[]]        | Entró |
| 0  | Centrocampista | [[]]        | Entró |
| 0  | Centrocampista | [[]]        | Entró |
| 0  | Delantero      | [[]]        | Entró |
| 0  | Delantero      | [[]]        | Entró |

| 3 | Defensa        | Jefferson Virreira | 44'   |
| 0 | Defensa        | [[]]               | Entró |
| 0 | Centrocampista | [[]]               | Entró |
| 0 | Centrocampista | [[]]               | Entró |
| 0 | Delantero      | [[]]               | Entró |
| 0 | Delantero      | [[]]               | Entró |

| Anotado | 60' | Facundo Suárez | 1–1 |

| Anotado | 12' | Dioggo Isita | 0–1 |

| Facundo Suárez     | Acierto de penal | 1:0 |                          |                  |
|                    |                  | 1:1 | Acierto de penal         | Joel Amoroso     |
| Maximiliano Caire  | Acierto de penal | 2:1 |                          |                  |
|                    |                  | 2:2 | Acierto de penal         | David Ribera     |
| Ronaldo Sánchez    | Acierto de penal | 3:2 |                          |                  |
|                    |                  | 3:2 | Fallo de penal (palo)    | Marvin Bejarano  |
| Luciano Guaycochea | Acierto de penal | 4:2 |                          |                  |
|                    |                  | 4:2 | Fallo de penal (atajado) | Hernan Rodríguez |

| Amonestado | 22' | Maximiliano Caire |

| Amonestado | 85' | Widen Saucedo |

| Expulsado | 27' | Leandro Zazpe |

| Expulsado | 27' | Gilbert Álvarez |
| Expulsado | 63' | José Chávez     |

| Árbitro | Ivo Mendez |

|                                        |
| Bandera del Departamento de Santa Cruz |
| Campeón Oriente Petrolero 1.er título  |

#### Goleador
| Jugador        | Club              | Goles | PJ |
| -------------- | ----------------- | ----- | -- |
| Facundo Suárez | Oriente Petrolero | 2     | 3  |

## Torneos internacionales masculinos

### Copa Conmebol Libertadores 2022
Los equipos que participaron en la Copa Libertadores 2022, a partir de febrero de 2022 serán:
- Bolivia 1:  Independiente Petrolero, campeón de la División Profesional 2021. (Eliminado en la fase de grupos del Grupo A frente a  Palmeiras, Emelec y  Deportivo Táchira).

- Bolivia 2:  Always Ready, subcampeón de la División Profesional 2021. (Eliminado en la fase de grupos del Grupo E frente a  Boca Juniors, Corinthians y  Deportivo Cali).

- Bolivia 3:  The Strongest, tercer lugar de la División Profesional 2021. (Eliminado en la fase de grupos del Grupo B frente a  Libertad, Athletico Paranaense y  Caracas. Fue transferido a los octavos de final de la Copa Sudamericana 2022).

- Bolivia 4:  Bolívar,  cuarto lugar de la División Profesional 2021. (Eliminado en la Segunda fase clasificatoria frente a  Universidad Católica, 3:1)

### Copa Conmebol Sudamericana 2022
Los equipos que participaron en la Copa Sudamericana 2022, a partir de marzo de 2022, fueron:
- Bolivia 1:  Royal Pari, quinto lugar de la División Profesional 2021. (Eliminado en la Primera fase clasificatoria frente a  Oriente Petrolero, 3:6)

- Bolivia 2: Oriente Petrolero, sexto lugar de la División Profesional 2021. (Eliminado en la fase de grupos del Grupo H frente a  Unión,  Junior y  Fluminense).

- Bolivia 3:  Wilstermann, séptimo lugar de la División Profesional 2021. (Eliminado en la fase de grupos del Grupo D frente a  São Paulo,  Everton y  Ayacucho).

- Bolivia 4: Guabirá, octavo lugar de la División Profesional 2021. (Eliminado en la Primera fase clasificatoria frente a  Wilstermann, 3:4)

El equipo transferido a esta competición por parte de la Copa Libertadores fue:
- Bolivia 5:  The Strongest, tercer lugar del Grupo B.

### Copa Libertadores Sub-20 de 2022
Los equipos que participarán en la Copa Libertadores Sub-20 de 2022, a partir de febrero de 2022 serán:
- Bolivia 1:  Blooming, campeón del Campeonato Clasificatorio a la CONMEBOL Libertadores Sub 20. (Eliminado en la fase de grupos del Grupo A frente a  Independiente del Valle,  Caracas F. C. y  Sporting Cristal.)

## Torneos internacionales femeninos

### Copa Libertadores Femenina 2022
- Bolivia 1:  Por definir, campeón de la Copa Simón Bolívar Femenina 2022.

## Selección Absoluta Masculina

### Enfrentamientos
| Fecha                                         | Recinto                             | Rival             | Marcador | Competencia              | Goles Anotados |
| --------------------------------------------- | ----------------------------------- | ----------------- | -------- | ------------------------ | --- |
| 21/01/2022                                    | Estadio Olímpico Patria, Sucre      | Trinidad y Tobago | 5 - 0    | Amistoso                 | Juan Carlos Arce 34' (penal) · Rodrigo Ramallo 44' · Marcelo Martins 52' · Leonel Justiniano 58' · Bruno Miranda 87' |
| 28/01/2022                                    | Estadio Agustín Tovar, Barinas      | Venezuela         | 4 - 1    | Eliminatorias Catar 2022 | Bruno Miranda 38' |
| 01/02/2022                                    | Estadio Hernando Siles, La Paz      | Chile             | 2 - 3    | Eliminatorias Catar 2022 | Marc Enoumba 37' · Marcelo Martins 88'                                                                               |
| 24/03/2022                                    | Estadio Metropolitano, Barranquilla | Colombia          | 3 - 0    | Eliminatorias Catar 2022 | |
| 29/03/2022                                    | Estadio Hernando Siles, La Paz      | Brasil            | 0 - 4    | Eliminatorias Catar 2022 | |
| Actualizado el 30 de marzo de 2022, 02:12 UTC |                                     |                   |          |                          | |

### Estadísticas
|    | Equipo  | V | E | P | GF | GC | DG | RL  | RV | RT     | PL | PV | PJ |
| -- | ------- | - | - | - | -- | -- | -- | --- | -- | ------ | -- | -- | -- |
| 78 | Bolivia | 1 | 0 | 2 | 8  | 7  | +1 | 50% | 0% | 33.33% | 2  | 1  | 3  |
|    |         |   |   |   |    |    |    |     |    |        |    |    |    |

### Goleadores
|                                                | Jugador               | Equipo        | Anotado |
| ---------------------------------------------- | --------------------- | ------------- | ------- |
| 1.°                                            | Bruno Miranda         | Bolívar       | 2       |
|                                                | Marcelo Martins       | Cerro Porteño | 2       |
| 2.°                                            | Juan Carlos Arce      | Always Ready  | 1       |
|                                                | Rodrigo Ramallo       | Always Ready  | 1       |
|                                                | Leonel Justiniano     | Bolívar       | 1       |
|                                                | Marc François Enoumba | Always Ready  | 1       |
| Actualizado el 2 de febrero de 2022, 04:40 UTC |                       |               |         |

## Selección sub-20 Masculina

### Enfrentamientos
| Fecha | Recinto     | Rival | Marcador | Competencia | Goles Anotados |
| ----- | ----------- | ----- | -------- | ----------- | -------------- |
|       | Por definir |       | -        | Amistoso    |                |

## Selección sub-17 Masculina

### Enfrentamientos
| Fecha | Recinto     | Rival | Marcador | Competencia | Goles Anotados |
| ----- | ----------- | ----- | -------- | ----------- | -------------- |
|       | Por definir |       | -        | Amistoso    |                |

## Selección sub-15 Masculina

### Enfrentamientos
| Fecha       | Recinto     | Rival       | Marcador | Competencia | Goles Anotados |
| ----------- | ----------- | ----------- | -------- | ----------- | -------------- |
| Por definir | Por definir | Por definir | -        | Amistoso    |                |

## Selección Absoluta Femenina

### Enfrentamientos
| Fecha | Recinto     | Rival | Marcador | Competencia       | Goles Anotados |
| ----- | ----------- | ----- | -------- | ----------------- | -------------- |
|       | Por definir |       | -        | Copa América 2022 |                |

### Estadísticas
|     | Equipo  | V | E | D | GF | GC | DG | RL | RV | RT | PL | PV | PJ |
| --- | ------- | - | - | - | -- | -- | -- | -- | -- | -- | -- | -- | -- |
| 89° | Bolivia |   |   |   |    |    |    |    |    |    |    |    |    |
|     |         |   |   |   |    |    |    |    |    |    |    |    |    |

## Selección sub-20 Femenina

### Enfrentamientos
| Fecha | Recinto     | Rival | Marcador | Competencia | Goles Anotados |
| ----- | ----------- | ----- | -------- | ----------- | -------------- |
|       | Por definir |       | -        | Amistoso    |                |

## Selección sub-17 Femenina

### Enfrentamientos
| Fecha      | Recinto                     | Rival     | Marcador | Competencia              | Goles Anotados     |
| ---------- | --------------------------- | --------- | -------- | ------------------------ | ------------------ |
| 02/03/2022 | Estadio Charrúa, Montevideo | Paraguay  | 1 - 5    | Sudamericano Sub-17 2022 | Yadhira Pedraza 3' |
| 03/03/2022 | Estadio Charrúa, Montevideo | Brasil    | 0 - 7    | Sudamericano Sub-17 2022 |                    |
| 06/03/2022 | Estadio Charrúa, Montevideo | Argentina | 4 - 0    | Sudamericano Sub-17 2022 |                    |
| 08/03/2022 | Estadio Charrúa, Montevideo | Venezuela | 1 - 2    | Sudamericano Sub-17 2022 | Tatiana Soleto 61' |